# La Cavalerie (Aveyron)
Pour les articles homonymes, voir La Cavalerie et Cavalerie (homonymie).
La Cavalerie est une commune française, située dans le département de l'Aveyron en région Occitanie.
Le patrimoine architectural de la commune comprend deux  immeubles protégés au titre des monuments historiques : le dolmen de la Fabière, classé en 1889, et les fortifications, inscrit en 1998.

## Géographie

### Localisation
Dans le quart sud-est du département de l'Aveyron, la commune de La Cavalerie est située sur le causse du Larzac, à l'intérieur du parc naturel régional des Grands Causses. Le territoire communal, qui s'étend sur 40,56 km2, n'est arrosé par aucun cours d'eau. Le  réseau hydrographique de surface de la commune se limite à quelques mares ou lavognes.
L'altitude minimale, avec 763 ou 764 mètres, se trouve localisée dans le sud-est, à l'intérieur de la carrière « Le Cavet ». L'altitude maximale avec 892 mètres est située dans le nord-est, près du lieu-dit Lestournel.
Le territoire communal est parcouru par deux sentiers de grande randonnée, le GR 71C (tour du Larzac) et le GR 71D (templier et hospitalier) qui se croisent au niveau du bourg de La Cavalerie.

### Communes limitrophes
La Cavalerie est limitrophe de cinq autres communes.
Les communes limitrophes sont  L'Hospitalet-du-Larzac, Lapanouse-de-Cernon, Millau, Nant et Sainte-Eulalie-de-Cernon.
|                          | Millau       |                        |
| Lapanouse-de-Cernon      | La Cavalerie | Nant                   |
| Sainte-Eulalie-de-Cernon |              | L'Hospitalet-du-Larzac |

### Climat
Pour des articles plus généraux, voir Climat de l'Occitanie et Climat de l'Aveyron.
En 2010, le climat de la commune est de type climat des marges montargnardes, selon une étude s'appuyant sur une série de données couvrant la période 1971-2000. En 2020, Météo-France publie une typologie des climats de la France métropolitaine dans laquelle la commune est exposée à un climat de montagne et est dans la région climatique Sud-est du Massif Central, caractérisée par une pluviométrie annuelle de 1 000 à 1 500 mm, minimale en été, maximale en automne.
Pour la période 1971-2000, la température annuelle moyenne est de 9,6 °C, avec une amplitude thermique annuelle de 15,7 °C. Le cumul annuel moyen de précipitations est de 918 mm, avec 11,2 jours de précipitations en janvier et 5 jours en juillet. Pour la période 1991-2020, la température moyenne annuelle observée sur la station météorologique installée sur la commune est de 10,1 °C et le cumul annuel moyen de précipitations est de 934,2 mm,. Pour l'avenir, les paramètres climatiques de la commune estimés pour 2050 selon différents scénarios d'émission de gaz à effet de serre sont consultables sur un site dédié publié par Météo-France en novembre 2022.
| Mois                                  | jan.           | fév.           | mars           | avril         | mai           | juin          | jui.         | août          | sep.          | oct.          | nov.            | déc.           | année      |
| ------------------------------------- | -------------- | -------------- | -------------- | ------------- | ------------- | ------------- | ------------ | ------------- | ------------- | ------------- | --------------- | -------------- | ---------- |
| Température minimale moyenne (°C)     | −0,8           | −1,2           | 1,3            | 3,9           | 7,2           | 10,9          | 12,8         | 12,8          | 9,6           | 7,2           | 3               | −0,1           | 5,5        |
| Température moyenne (°C)              | 2,3            | 2,6            | 5,8            | 8,7           | 12,2          | 16,6          | 18,8         | 18,7          | 14,9          | 11,2          | 6,2             | 3,2            | 10,1       |
| Température maximale moyenne (°C)     | 5,5            | 6,4            | 10,3           | 13,5          | 17,2          | 22,2          | 24,8         | 24,6          | 20,2          | 15,3          | 9,4             | 6,5            | 14,7       |
| Record de froid (°C) date du record   | −16,2 11.01.10 | −15,2 15.02.10 | −14,5 02.03.05 | −8 08.04.21   | −2,8 07.05.19 | 1,5 10.06.05  | 4,6 13.07.00 | 4,3 15.08.06  | 0,1 20.09.10  | −5,5 19.10.09 | −8,8 21.11.1999 | −16,1 18.12.10 | −16,2 2010 |
| Record de chaleur (°C) date du record | 19,1 01.01.22  | 21,1 27.02.19  | 21,5 29.03.12  | 25,6 29.04.05 | 28,8 29.05.01 | 35,5 17.06.22 | 34 16.07.22  | 37,3 23.08.23 | 30,6 04.09.05 | 28,3 07.10.23 | 20,3 01.11.20   | 19 31.12.21    | 37,3 2023  |
| Précipitations (mm)                   | 77             | 55             | 72,1           | 90,9          | 92,4          | 58            | 44,1         | 53,8          | 81,7          | 112,4         | 121,3           | 75,5           | 934,2      |

## Urbanisme

### Typologie
Au 1er janvier 2024, La Cavalerie est catégorisée bourg rural, selon la nouvelle grille communale de densité à 7 niveaux définie par l'Insee en 2022.
Elle est située hors unité urbaine. Par ailleurs la commune fait partie de l'aire d'attraction de Millau, dont elle est une commune de la couronne,. Cette aire, qui regroupe 23 communes, est catégorisée dans les aires de moins de 50 000 habitants,.

### Logement
En 2020, le nombre total de logements dans la commune était de 676, alors qu'il était de 622 en 2014 et de 574 en 2009.
Parmi ces logements, 74,1 % étaient des résidences principales, 11,7 % des résidences secondaires et 14,2 % des logements vacants. Ces logements étaient pour 71,9 % d'entre eux des maisons individuelles et pour 27,8 % des appartements.
Le tableau ci-dessous présente la typologie des logements à La Cavalerie en 2020 en comparaison avec celles de l'Aveyron et de la France entière. Une caractéristique marquante du parc de logements est ainsi une proportion de logements vacants (14,2 %) supérieure à celle du département (10,9 %) et à celle de la France entière (8,2 %). Concernant le statut d'occupation des résidences principales, 51,9 % des habitants de la commune sont propriétaires de leur logement (55,1 % en 2014), contre 69,4 % pour l'Aveyron et 57,5 pour la France entière.
| Typologie                                               | La Cavalerie | Aveyron | France entière |
| ------------------------------------------------------- | ------------ | ------- | -------------- |
| Résidences principales (en %)                           | 74,1         | 71,8    | 82,1           |
| Résidences secondaires et logements occasionnels (en %) | 11,7         | 17,3    | 9,7            |
| Logements vacants (en %)                                | 14,2         | 10,9    | 8,2            |

### Voies de communication et transports

#### Transport ferroviaire
Sur la ligne ferroviaire de Béziers à Neussargues, la gare de Millau est à 22 km du bourg de La Cavalerie.

#### Transport routier (bus)
La Cavalerie est desservie par deux lignes de bus, la première : la 217 de Saint-Jean-du-Bruel à Millau via Nant et La Cavalerie, du réseau LIO transport Occitanie, la seconde la 681 de Millau à Montpellier des réseaux LIO transport Occitanie et Hérault Transport.

#### Transports routiers desservant le bourg chef-lieu
Un kilomètre à l'ouest, l'autoroute A75 borde le bourg et y permet un accès direct par son échangeur no 47, dernière sortie avant le viaduc de Millau en venant de Montpellier).
Le bourg est également traversé par l'ancienne route nationale 9 (RN 9), devenue route départementale (RD) 809. À la suite de la baisse du trafic sur cette importante route depuis la mise en service de l'A75, une rénovation de la portion passant dans l'agglomération (RD 809A) a permis de nombreux aménagements à visées commerciale et touristique. Il est le point de convergence de routes en provenance des fermes du Larzac, des vallées de la Dourbie, du Durzon, du Cernon, de la Sorgues et du Tarn, notamment les RD 277 et 999.
La Cavalerie se situe à 20 km de l'entrée de la ville de Millau, à 80 km de celle de  Rodez, à 40 km de celle de Lodève et à 95 km de celle de Montpellier.

#### Transport aérien
La commune de La Cavalerie est limitrophe de celle de L'Hospitalet-du-Larzac où se trouve l'aérodrome de Millau-Larzac dévolu à l'aviation légère.

## Toponymie
La mention écrite la plus ancienne concernant La Cavalerie date de 1174 sous la forme La Cavalaria, ayant pour signification soit un lieu où sont élevés des chevaux, soit le fief d'un chevalier, soit une commanderie.
Le toponyme La Cavalerie (en  occitan rouergat La Cavalariá) est basé sur le mot occitan lo caval qui désigne le cheval.

## Histoire

### Préhistoire et Antiquité
Le peuplement du Larzac est sans doute très ancien, comme en témoignent les mégalithes érigés sur le territoire de la commune.
Construite au Ier siècle apr. J.-C. sur les vestiges d'une ancienne piste gauloise, la voie romaine Segodunum-Condatomagus-Luteva-Cessero (Rodez-Millau-Lodève-Saint-Thibéry) traverse le Larzac du nord au sud pour rejoindre la via Domitia (voie Domitienne). Près de la voie, un kilomètre au nord de la commune actuelle, un premier village se développe sur le lieu-dit Lestrade.

### Les Templiers et les Hospitaliers
En 1151, l’abbé Raimond de Saint-Guilhem-le-Désert fait don de l’église de Sainte-Eulalie-de-Cernon aux  chevaliers de l'ordre du Temple. Grâce aux donations des seigneurs locaux, notamment celle de Raimond Bérenger, roi d’Aragon et comte de Barcelone, les Templiers s'implantent durablement dans le Larzac.
La commanderie de La Cavalerie est fondée en 1154. Au départ, les Templiers fondent deux villages : La Cavalerie Vieille, au lieu-dit Lestrade et La Cavalerie Neuve sur le lieu de l'actuelle commune. Finalement, à la suite d'un litige avec la ville de Milhau concernant la juridiction du lieu-dit Lestrade, les Templiers abandonnent progressivement La Cavalerie Vieille et obligent les populations à se regrouper dans le lieu de La Cavalerie Neuve. La Cavalerie Vieille disparait dans le courant du XIVe siècle.
L'existence de l'église Sainte-Marie de la Cavalerie est mentionnée en 1180 : l'église et son cimetière étaient inclus dans la maison des Templiers qui regroupait autour d'une cour intérieure les bâtiments agricoles, une tour carrée et le logis des chevaliers. Après l'édification de l'église, les Templiers construisent un château (autour de l'actuelle place de l'église) dont il ne subsiste que peu de traces. Après la chute de l'ordre du Temple, tous les biens des Templiers sont transmis Ad providam à l'ordre de Saint-Jean de Jérusalem vers 1312. Les Hospitaliers transforment au fil des ans La Cavalerie en commanderie de grande importance.
Les Hospitaliers fortifient le bourg en 1435, neuf ans avant La Couvertoirade  et quatorze ans avant Sainte-Eulalie-de-Cernon. L'enceinte quadrangulaire est pourvue de trois tours rondes et d'une tour carrée appelée donjon carré des Templiers et située au niveau du chœur de l'église actuelle. La Cavalerie devient alors un bourg prospère comptant marchands, notables, professions libérales. Autour des remparts, les « jasses » et les « paillets[Quoi ?] » alternent avec les jardins.
Lors des guerres de Religion, La Cavalerie est prise et pillée deux fois par les protestants en 1568 et en 1578. Le château des Hospitaliers est presque entièrement détruit en 1580. Quelques années plus tard, les tours rondes sont abaissées et démilitarisées.

### XVIIeetXVIIIesiècles
Au XVIIe siècle, la prospérité retrouvée de La Cavalerie se traduit par la construction d'hôtels particuliers et de la tour carrée existante aujourd'hui.
Au XVIIIe siècle, les intendants du roi décident d’améliorer la route qui relie la Haute-Guyenne et le Languedoc. Pour La Cavalerie, c’est la naissance du « grand chemin ». Bientôt, un relais de poste est construit ; les tavernes, auberges et hôtels se développent et l’activité économique principale des Cavalériens devient le transport de marchandises.
À la Révolution française, les terres et les greniers du commandeur sont vendus à des particuliers. Lors de le vente des biens nationaux en 1794, les restes du château des Templiers sont mentionnés comme « une petite maison, à La Cavalerie, dite ci-devant le château ... »[citation nécessaire].

### XIXeetXXesiècles
L’exode rural modifie la courbe de croissance démographique de La Cavalerie, dès le milieu du XIXe siècle. Le bourg s’écarte de ses racines templières mais reste quand même le siège de nombreuses fermes d'exploitations agricoles.
En 1818, la commune de L'Hospitalet-du-Larzac (créée en 1793) fusionne avec La Cavalerie (mais il existe toujours deux paroisses). En 1834, l’Hospitalet-du-Larzac redevient commune indépendante.
En juin 1902 s'achève la construction du camp militaire du Larzac. La Cavalerie est le lieu de passage pour de nombreux appelés du contingent qui viennent y faire leurs classes. L'activité économique engendrée par l'armée complète l'activité agricole usuelle de la commune et de nombreux bars et hôtels voient le jour face à l'entrée du camp militaire.
Vers la fin des années 1950, le camp militaire devient un centre d'assignation à résidence surveillée pour les membres du Front de libération nationale (FLN). À la suite d'une dénonciation des conditions sanitaires par la Croix-Rouge et de nombreuses manifestations, le centre est transformé en centre d'accueil des rapatriés d'Algérie en 1962. Plus de 12 000 harkis et leurs familles ont alors été accueillis sous des tentes.
Les années 1970 et la commune sont marquées par la Lutte du Larzac, un mouvement de résistance non violente engagé par une centaine de paysans larzaciens et leurs familles contre la procédure d'expropriation de leurs terres. Celle-ci avait été engagée pour un projet d'extension (14 000 hectares) au bénéfice du camp militaire existant (3 000 hectares), voulue par les gouvernants de l'époque. Grâce à son ampleur (des dizaines de milliers de personnes s'impliquent dans cette lutte) et à sa durée (dix ans), elle marque durablement les esprits au point de faire connaitre le Larzac dans quasiment tout point du globe. Des organismes agricoles départementaux prennent leurs racines dans cette lutte (APAL, AVEM, APFA, APABA[Quoi ?]), nationaux (ADEAR, AFOCG) ainsi qu'un des syndicats agricoles nationaux (la Confédération paysanne). Elle a aussi pour conséquence la fondation en 1985 de la SCTL, unique bureau foncier agricole en France, administré par des habitants pour gérer des terres appartenant à l’État (6 300 hectares de terres acquises par les domaines durant la Lutte). Elle est également le point de départ du mouvement altermondialiste, reconnu aujourd'hui comme un courant de pensée important et implanté dans la vie politique.
Le soir même de son élection aux présidentielles de 1981, fidèle à sa promesse, François Mitterrand met fin à dix ans de lutte en renonçant au projet d'extension du camp militaire du Larzac. Les conséquences économiques de la non-extension du camp affectent durablement l'économie locale : la commune perd près du tiers de sa population en deux ans[réf. nécessaire], les commerces ferment les uns après les autres et aucune mesure d'envergure n'est mise en place pour ralentir le déclin.
En 1995, les remparts sont réhabilités et d'importants travaux de modernisation sont réalisés, entraînant l'arrivée de nombreux touristes et un développement économique sans précédent[réf. nécessaire]. Une zone d'activité artisanale et industrielle est créée.
Le 122e régiment d'infanterie, anciennement locataire du site, est déménagé à Canjuers dans le département du Var.
En 2015, le ministère de la Défense annonce l'installation de la 13e demi-brigade de la Légion étrangère (DBLE) dans le camp militaire du Larzac. Cette décision est soutenue par les élus du Conseil départemental et le maire en place Bruno FERRAND. Quelques initiatives pour lutter contre cette arrivée sont mises en place mais ne rencontrent aucun succès auprès des populations locales.
La cérémonie officielle d'installation des légionnaires du 29 juin 2016 se déroule en présence des élus du conseil général mais sans la présence du maire et de son l'équipe municipale alors que près de 1 200 légionnaires sont attendus à la Cavalerie dans les prochaines années.
La population double rapidement. Au début de 2017, 715 légionnaires et 165 familles ont rejoint le Larzac, et doivent être rejoints par 340 autres militaires accompagnés de 80 familles. Finalement, la DBLE doit compter 1 300 légionnaires sur place, ce qui entraine une tension sur les locaux scolaires et une reprise de la construction dans le village et ses environs.

## Politique et administration

### Liste des maires
| Période                                  | Période       | Identité                    | Étiquette | Qualité                                          |
| ---------------------------------------- | ------------- | --------------------------- | --------- | ------------------------------------------------ |
| Les données manquantes sont à compléter. |               |                             |           |                                                  |
| 1792                                     | 1794          | Jean Malzac                 |           |                                                  |
| 1794                                     | 1796          | Sylvestre Agusjol           |           |                                                  |
| 1796                                     | 1800          | Guillaume Galtier           |           |                                                  |
| 1800                                     | 1817          | Joseph Gasc                 |           |                                                  |
| 1817                                     | 1819          | Jean François Marcolès      |           |                                                  |
| 1819                                     | 1820          | Jean Pierre Virenque        |           |                                                  |
| 1820                                     | 1835          | Jean Antoine Aussel-Lacoste |           |                                                  |
| 1835                                     | 1840          | Augustin Arnal              |           |                                                  |
| 1840                                     | 1844          | Jean Pierre Galtier         |           |                                                  |
| 1844                                     | 1848          | Augustin Arnal              |           |                                                  |
| 1848                                     | 1848          | Jean Pierre Galtier         |           |                                                  |
| 1848                                     | 1858          | André Cadilhac              |           |                                                  |
| 1858                                     | 1870          | Marie Auguste Joseph Arnal  |           |                                                  |
| 1870                                     | 1879          | Adolphe de Corneillan       |           | Conseiller général du canton de Nant (1877-1878) |
| 1879                                     | 1881          | Benoit Pagès                |           |                                                  |
| 1881                                     | 1881          | Auguste Lavabre             |           |                                                  |
| 1881                                     | 1882          | Émile Méric                 |           |                                                  |
| 1882                                     | 1883          | Auguste Lavabre             |           |                                                  |
| 1883                                     | 1885          | Jean Guillaumenq            |           |                                                  |
| 1885                                     | 1888          | Zabert Brouillet            |           |                                                  |
| 1888                                     | 1904          | Adolphe de Corneillan       |           |                                                  |
| 1904                                     | 1910          | Clément Crebassa            |           |                                                  |
| 1910                                     | 1919          | Auguste Foulquier           |           |                                                  |
| 1919                                     | 1922          | Émile Marquès               |           |                                                  |
| 1922                                     | 1945          | Jean Pascal                 |           |                                                  |
| 1945                                     | 1965          | Joseph Cadilhac             | MRP       | Conseiller général du canton de Nant (1949-1961) |
| 1965                                     | 1979          | René Marcel Calixte Lapeyre |           |                                                  |
| 1979                                     | mars 1995     | Jean Andrieu                |           |                                                  |
| mars 1995                                | juin 2011     | Robert Muret                |           |                                                  |
| juillet 2011                             | décembre 2015 | Bruno Ferrand               | DVD       |                                                  |
| décembre 2015 (réélu en mai 2020)        | En cours      | François Rodriguez,         | DVD       | Ancien cadre                                     |

## Population et société

### Démographie

#### Évolution démographique
L'évolution du nombre d'habitants est connue à travers les recensements de la population effectués dans la commune depuis 1793. Pour les communes de moins de 10 000 habitants, une enquête de recensement portant sur toute la population est réalisée tous les cinq ans, les populations de référence des années intermédiaires étant quant à elles estimées par interpolation ou extrapolation. Pour la commune, le premier recensement exhaustif entrant dans le cadre du nouveau dispositif a été réalisé en 2005.

En 2022, la commune comptait 2 208 habitants, en évolution de +105,4 % par rapport à 2016 (Aveyron : +0,37 %, France hors Mayotte : +2,11 %).
| 1793 | 1800 | 1806  | 1821  | 1831  | 1836  | 1841  | 1846  | 1851  |
| ---- | ---- | ----- | ----- | ----- | ----- | ----- | ----- | ----- |
| 680  | 857  | 1 665 | 1 589 | 1 749 | 1 303 | 1 413 | 1 581 | 1 472 |

| 1856  | 1861  | 1866  | 1872  | 1876  | 1881  | 1886  | 1891  | 1896  |
| ----- | ----- | ----- | ----- | ----- | ----- | ----- | ----- | ----- |
| 1 504 | 1 506 | 1 442 | 1 588 | 1 506 | 1 416 | 1 333 | 1 256 | 1 115 |

| 1901 | 1906 | 1911 | 1921 | 1926 | 1931 | 1936 | 1946  | 1954 |
| ---- | ---- | ---- | ---- | ---- | ---- | ---- | ----- | ---- |
| 961  | 785  | 783  | 710  | 617  | 771  | 782  | 1 149 | 727  |

| 1962  | 1968 | 1975 | 1982 | 1990 | 1999 | 2005 | 2006 | 2010  |
| ----- | ---- | ---- | ---- | ---- | ---- | ---- | ---- | ----- |
| 4 029 | 734  | 748  | 900  | 701  | 813  | 984  | 992  | 1 071 |

| 2015  | 2020  | 2022  | - | - | - | - | - | - |
| ----- | ----- | ----- | - | - | - | - | - | - |
| 1 076 | 2 188 | 2 208 | - | - | - | - | - | - |

#### Pyramide des âges
La population de la commune est relativement jeune. En 2020, le taux de personnes d'un âge inférieur à 30 ans s'élève à 49,7 %, soit un taux supérieur à la moyenne départementale (28,5 %). Le taux de personnes d'un âge supérieur à 60 ans (10,6 %) est inférieur au taux départemental (34,9 %).
En 2020, la commune comptait 1 598 hommes pour 590 femmes, soit un taux de 73,03 % d'hommes, supérieur au taux départemental (49,38 %).
Les pyramides des âges de la commune et du département s'établissent comme suit :
| Hommes | Classe d’âge | Femmes |
| ------ | ------------ | ------ |
| 0,1    | 90 ou +      | 0,8    |
| 1,7    | 75-89 ans    | 7,8    |
| 5,1    | 60-74 ans    | 11,7   |
| 10,8   | 45-59 ans    | 19,8   |
| 27,8   | 30-44 ans    | 23,2   |
| 44,4   | 15-29 ans    | 12,7   |
| 10     | 0-14 ans     | 23,9   |

| Hommes | Classe d’âge | Femmes |
| ------ | ------------ | ------ |
| 1,3    | 90 ou +      | 3      |
| 10,3   | 75-89 ans    | 13,5   |
| 21,3   | 60-74 ans    | 21,3   |
| 20,8   | 45-59 ans    | 20,1   |
| 16,4   | 30-44 ans    | 15,7   |
| 14,8   | 15-29 ans    | 12,2   |
| 15,3   | 0-14 ans     | 14,3   |

### Enseignement
Les établissements scolaires de la Cavalerie dépendent de l'Académie de Toulouse. 

#### Enseignement primaire
Située route de la Tune, l'école primaire Jules Verne a une capacité de 130 élèves. Elle accueille les élèves depuis la petite section de maternelle jusqu'au CM2, avec des classes à niveaux multiples. L'établissement est labellisé Eco-école depuis 2021. La fresque sur la façade a été peinte en 2019 par les élèves avec l'aide de l'artiste Jokolor. 
Située rue Portalou, l'école primaire privée catholique sous contrat avec l'État Sainte-Bernadette a une capacité de 82 élèves, répartis en une classe de cycle 1, une classe de cycle 2 et une classe de cycle 3. Ouverte le 14 janvier 1971, l'école est assumée juridiquement sous forme associative par une Organisation de gestion de l'enseignement catholique. Elle bénéficie de la qualité Entreprise Sociale et Solidaire délivrée par ESS France. 

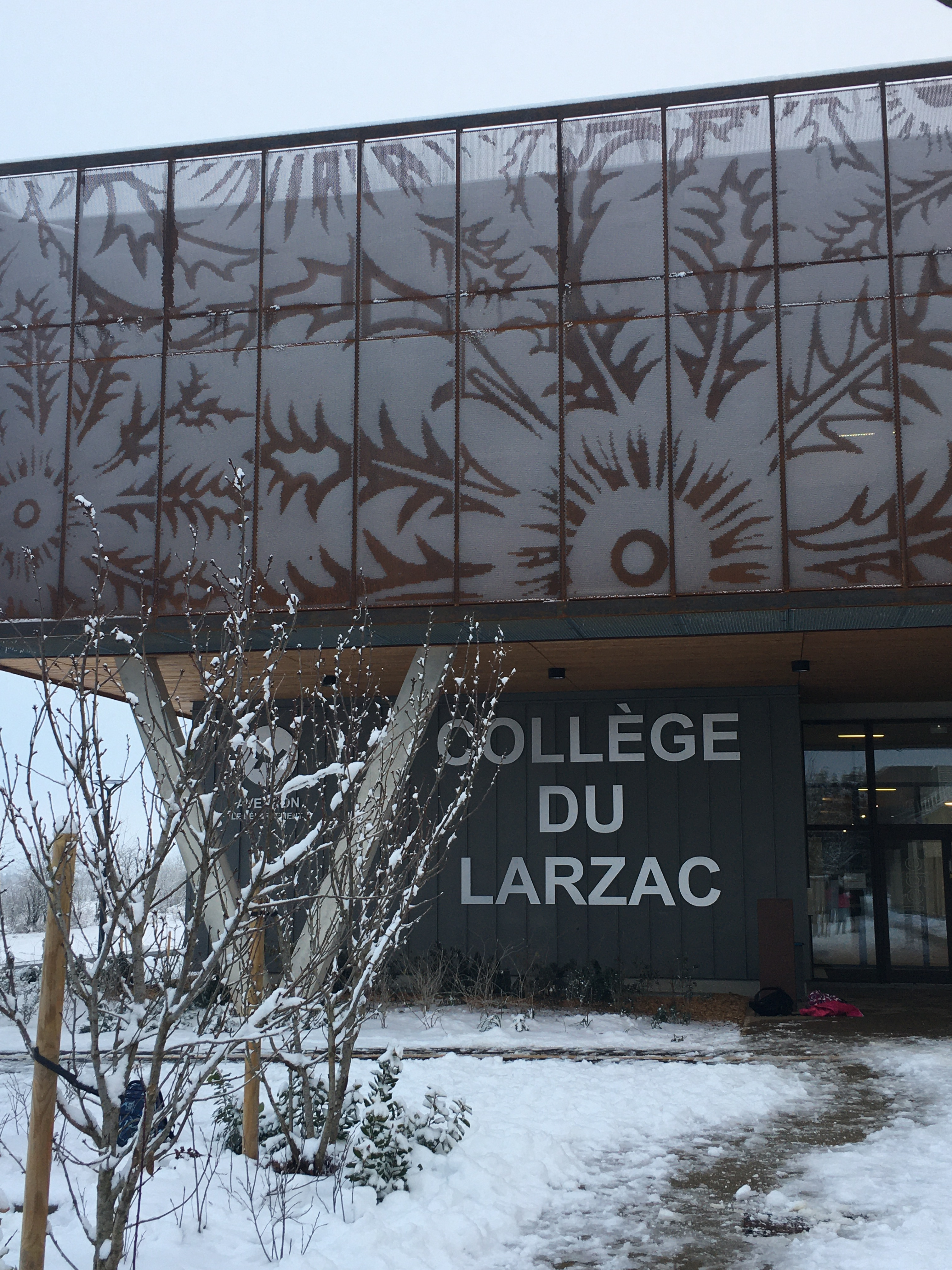

#### Enseignement secondaire
Situé route de la Tune, le collège du Larzac est un établissement public sans internat ouvert le 4 septembre 2023. En 2025, il accueillait 130 élèves répartis sur 4 niveaux et 6 classes. Il s'agit du premier collège construit en Aveyron depuis 1985. D'une capacité de 360 élèves, il a été conçu par le cabinet d'architecture BPA selon les principes de la construction durable. Il a été reconnu Bâtiment durable Occitanie en février 2024. À la rentrée 2024, l'établissement a fait partie des 15 collèges de l'académie à expérimenter la pause numérique.

## Économie

### Revenus
En 2018  (données Insee publiées en septembre 2021), la commune compte 467 ménages fiscaux, regroupant 1 154 personnes. La médiane du revenu disponible par unité de consommation est de 19 090 € (20 640 € dans le département).

### Emploi
| Division       | 2008   | 2013   | 2018  |
| -------------- | ------ | ------ | ----- |
| Commune        | 11,2 % | 11,6 % | 4,6 % |
| Département    | 5,4 %  | 7,1 %  | 7,1 % |
| France entière | 8,3 %  | 10 %   | 10 %  |

En 2018, la population âgée de 15 à 64 ans s'élève à 1 268 personnes, parmi lesquelles on compte 76,8 % d'actifs (72,2 % ayant un emploi et 4,6 % de chômeurs) et 23,2 % d'inactifs,. En  2018, le taux de chômage communal (au sens du recensement) des 15-64 ans est inférieur à celui de la France et du département, alors qu'en 2008 la situation était inverse.
La commune fait partie de la couronne de l'aire d'attraction de Millau, du fait qu'au moins 15 % des actifs travaillent dans le pôle,. Elle compte 1 396 emplois en 2018, contre 703 en 2013 et 779 en 2008. Le nombre d'actifs ayant un emploi résidant dans la commune est de 922, soit un indicateur de concentration d'emploi de 151,4 % et un taux d'activité parmi les 15 ans ou plus de 69 %.
Sur ces 922 actifs de 15 ans ou plus ayant un emploi, 728 travaillent dans la commune, soit 79 % des habitants. Pour se rendre au travail, 39 % des habitants utilisent un véhicule personnel ou de fonction à quatre roues, 0,5 % les transports en commun, 10,4 % s'y rendent en deux-roues, à vélo ou à pied et 50,2 % n'ont pas besoin de transport (travail au domicile).

### Activités hors agriculture

#### Secteurs d'activités
135 établissements sont implantés  à la Cavalerie au 31 décembre 2019. Le tableau ci-dessous en détaille le nombre par secteur d'activité et compare les ratios avec ceux du département,.
| Secteur d'activité                                                                                        | Commune | Commune | Département |
| Secteur d'activité                                                                                        | Nombre  | %       | %           |
| --- | ------- | ------- | ----------- |
| Ensemble                                                                                                  | 135     | 100 %   | (100 %)     |
| Industrie manufacturière, industries extractives et autres                                                | 30      | 22,2 %  | (17,7 %)    |
| Construction                                                                                              | 14      | 10,4 %  | (13 %)      |
| Commerce de gros et de détail, transports, hébergement et restauration                                    | 39      | 28,9 %  | (27,5 %)    |
| Information et communication                                                                              | 2       | 1,5 %   | (1,5 %)     |
| Activités financières et d'assurance                                                                      | 3       | 2,2 %   | (3,4 %)     |
| Activités immobilières                                                                                    | 8       | 5,9 %   | (4,2 %)     |
| Activités spécialisées, scientifiques et techniques et activités de services administratifs et de soutien | 6       | 4,4 %   | (12,4 %)    |
| Administration publique, enseignement, santé humaine et action sociale                                    | 24      | 17,8 %  | (12,7 %)    |
| Autres activités de services                                                                              | 9       | 6,7 %   | (7,8 %)     |

Le secteur du commerce de gros et de détail, des transports, de l'hébergement et de la restauration est prépondérant sur la commune puisqu'il représente 28,9 % du nombre total d'établissements de la commune (39 sur les 135 entreprises implantées à La Cavalerie), contre 27,5 % au niveau départemental.

#### Entreprises
Les trois entreprises ayant leur siège social sur le territoire communal qui génèrent le plus de chiffre d'affaires en 2020 sont : 
- Mj2 Technologies, fabrication de moteurs et turbines, à l'exception des moteurs d'avions et de véhicules (6 978 k€)
- Les Forges Du Larzac, fabrication d'autres articles métalliques (731 k€)
- Boucherie Des Templiers, commerce de détail de viandes et de produits à base de viande en magasin spécialisé (296 k€)

Plus de 80 entreprises artisanales ou industrielles sont présentes dans la commune et emploient près de 300 personnes. Elles sont présentes dans plusieurs secteurs d'activités : ameublement, BTP, câblage électrique, informatique, presse, distribution, laiteries.
Le secteur du tourisme occupe une place grandissante : hôtels, bars et restaurants travaillent été comme hiver pour accueillir les nombreux touristes venus visiter les remparts, camper ou chasser sur le causse.
L'implantation de la Légion étrangère et la création d'un village de marques devraient conforter La Cavalerie dans son rôle de cœur économique du Larzac.
Les agriculteurs sont peu présents dans la commune au travers de systèmes de production agricole ovin laitier qui permettent de fournir aux agro-industriels de Roquefort, le lait cru de brebis dévolu à la transformation de ce fromage.

### Agriculture
La commune est dans les Grands Causses, une petite région agricole occupant le sud-est du département de l'Aveyron. En 2020, l'orientation technico-économique de l'agriculture  sur la commune est l'élevage d'ovins ou de caprins.
|               | 1988  | 2000  | 2010  | 2020  |
| ------------- | ----- | ----- | ----- | ----- |
| Exploitations | 18    | 16    | 12    | 11    |
| SAU (ha)      | 1 436 | 1 696 | 1 502 | 1 609 |

Le nombre d'exploitations agricoles en activité et ayant leur siège dans la commune est passé de 18 lors du recensement agricole de 1988  à 16 en 2000 puis à 12 en 2010 et enfin à 11 en 2020, soit une baisse de 39 % en 32 ans. Le même mouvement est observé à l'échelle du département qui a perdu pendant cette période 51 % de ses exploitations,. La surface agricole utilisée sur la commune a quant à elle augmenté, passant de 1 436 ha en 1988 à 1 609 ha en 2020. Parallèlement la surface agricole utilisée moyenne par exploitation a augmenté, passant de 80 à 146 ha.

## Culture locale et patrimoine

### Lieux et monuments
La Cavalerie a conservé de belles maisons des XVe et XVIe siècles.

#### Fortifications

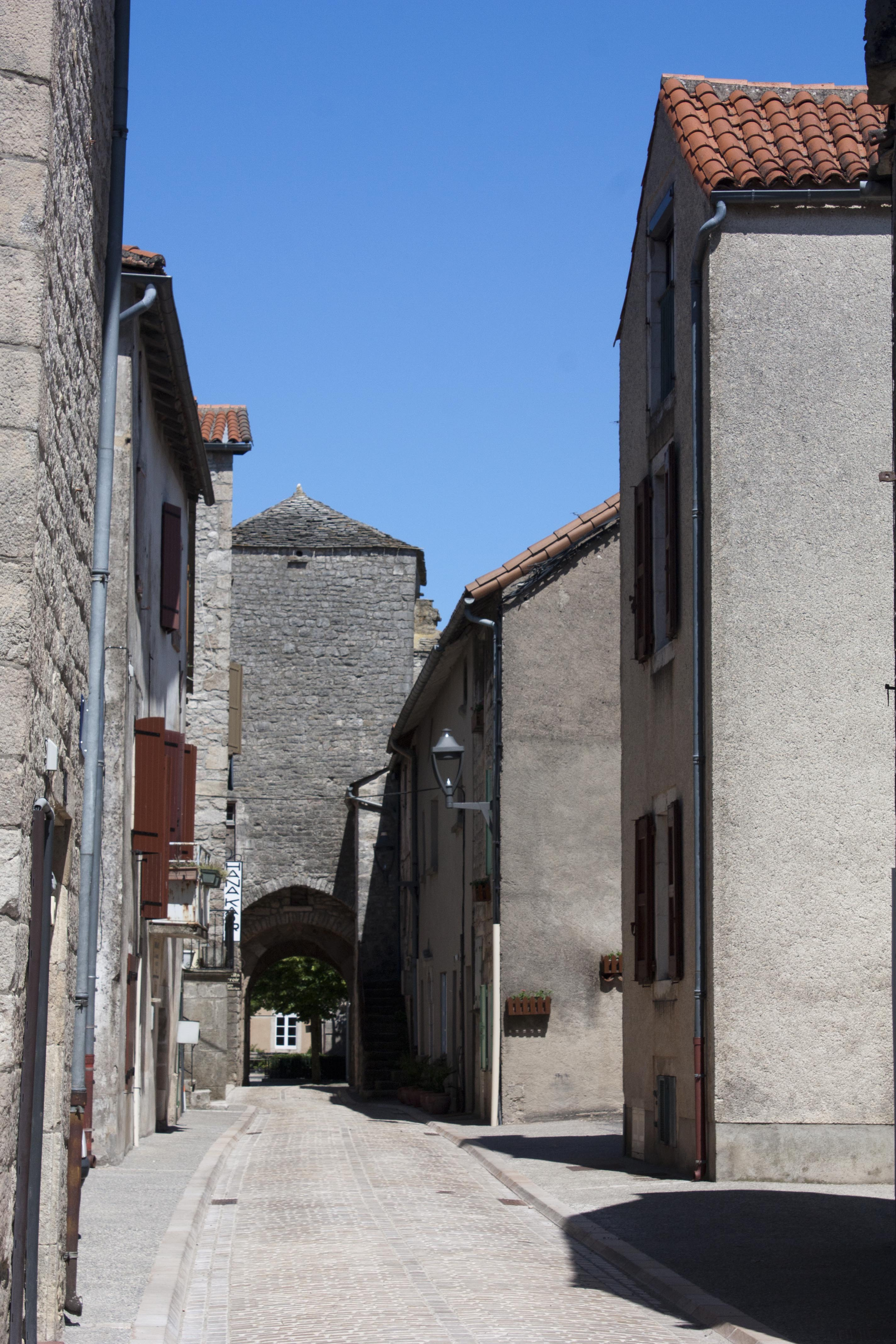
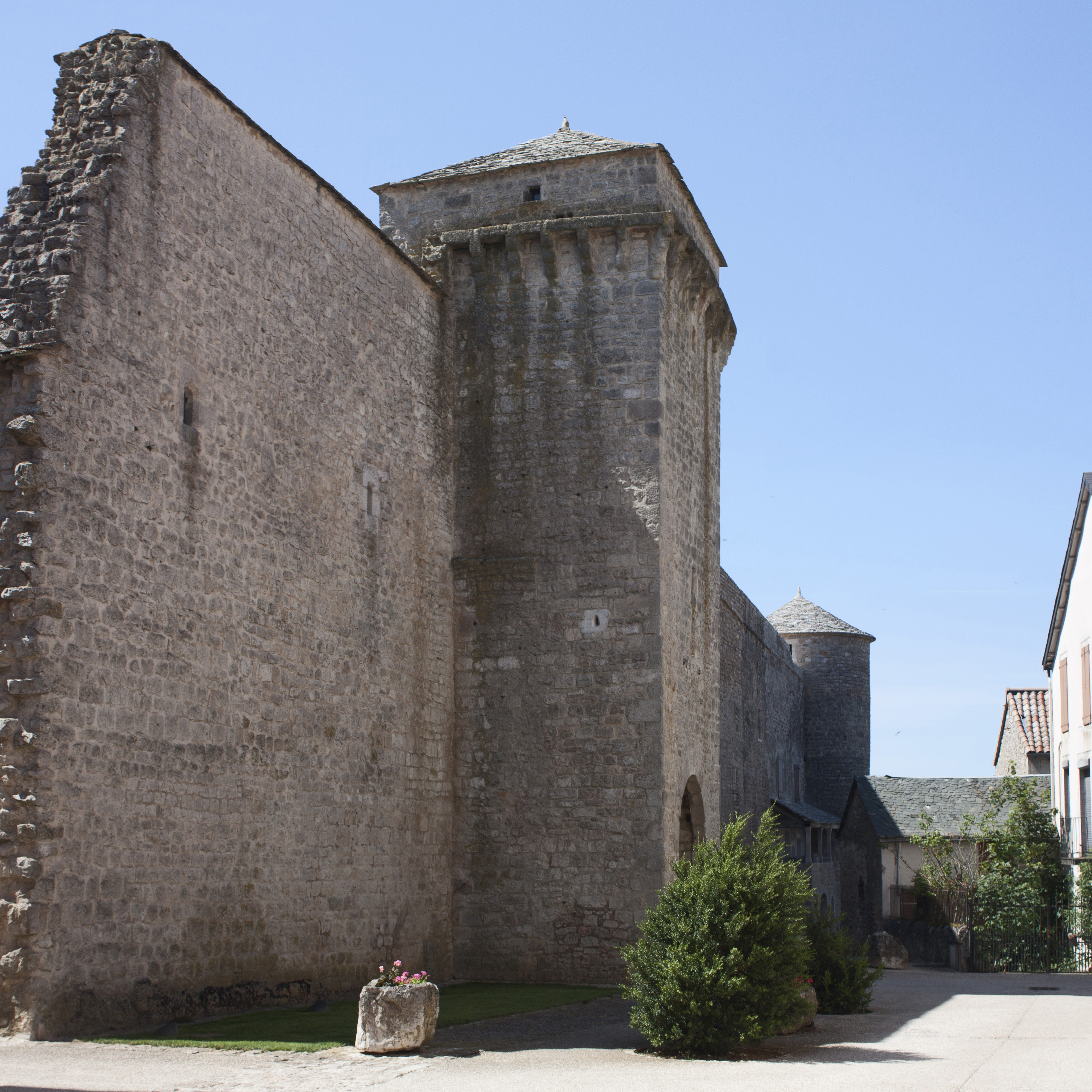
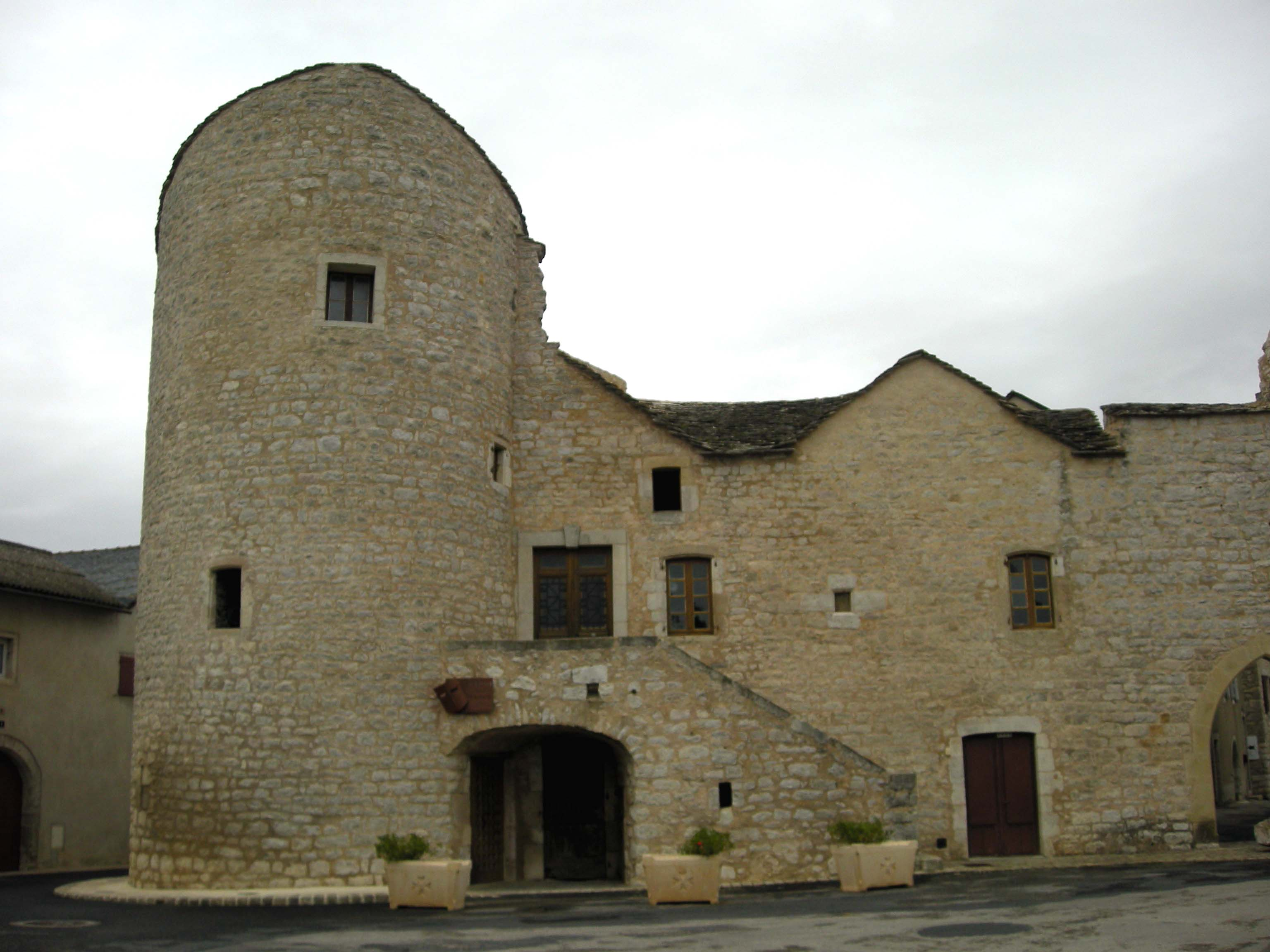
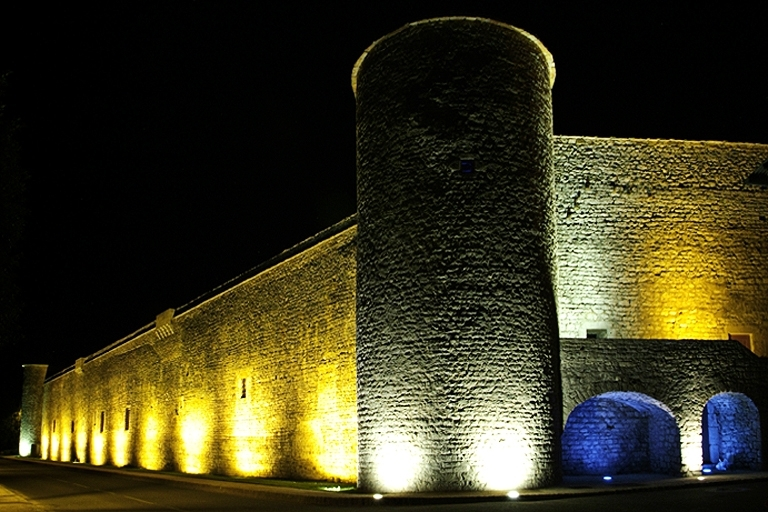

Les fortifications de La Cavalerie sont inscrites au titre des monuments historiques depuis 1998, comprenant des tours, le chemin de ronde et la porte de ville principale. Les restes des fortifications du bourg ont été restaurés en 2008 sous l'impulsion du maire Robert Muret.

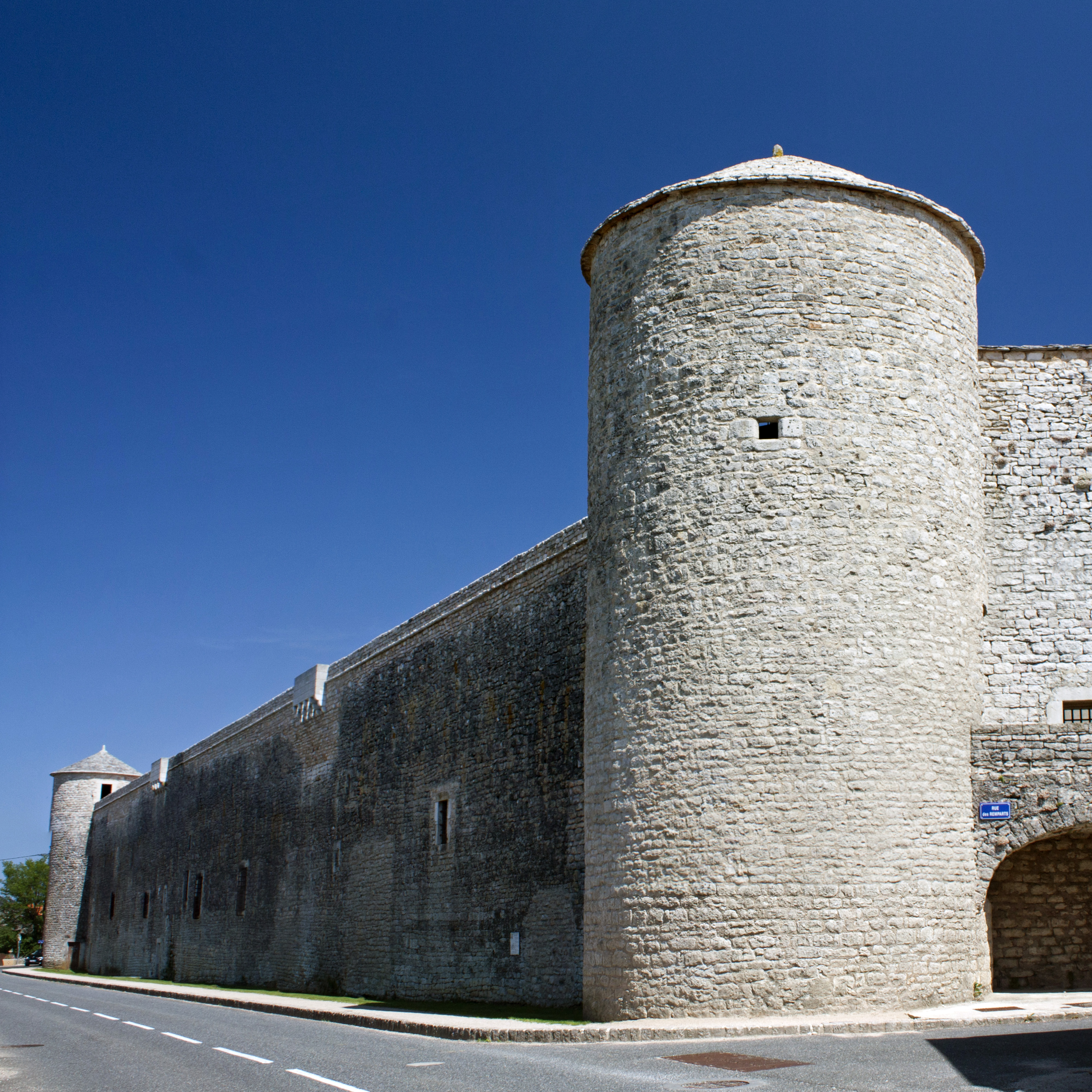
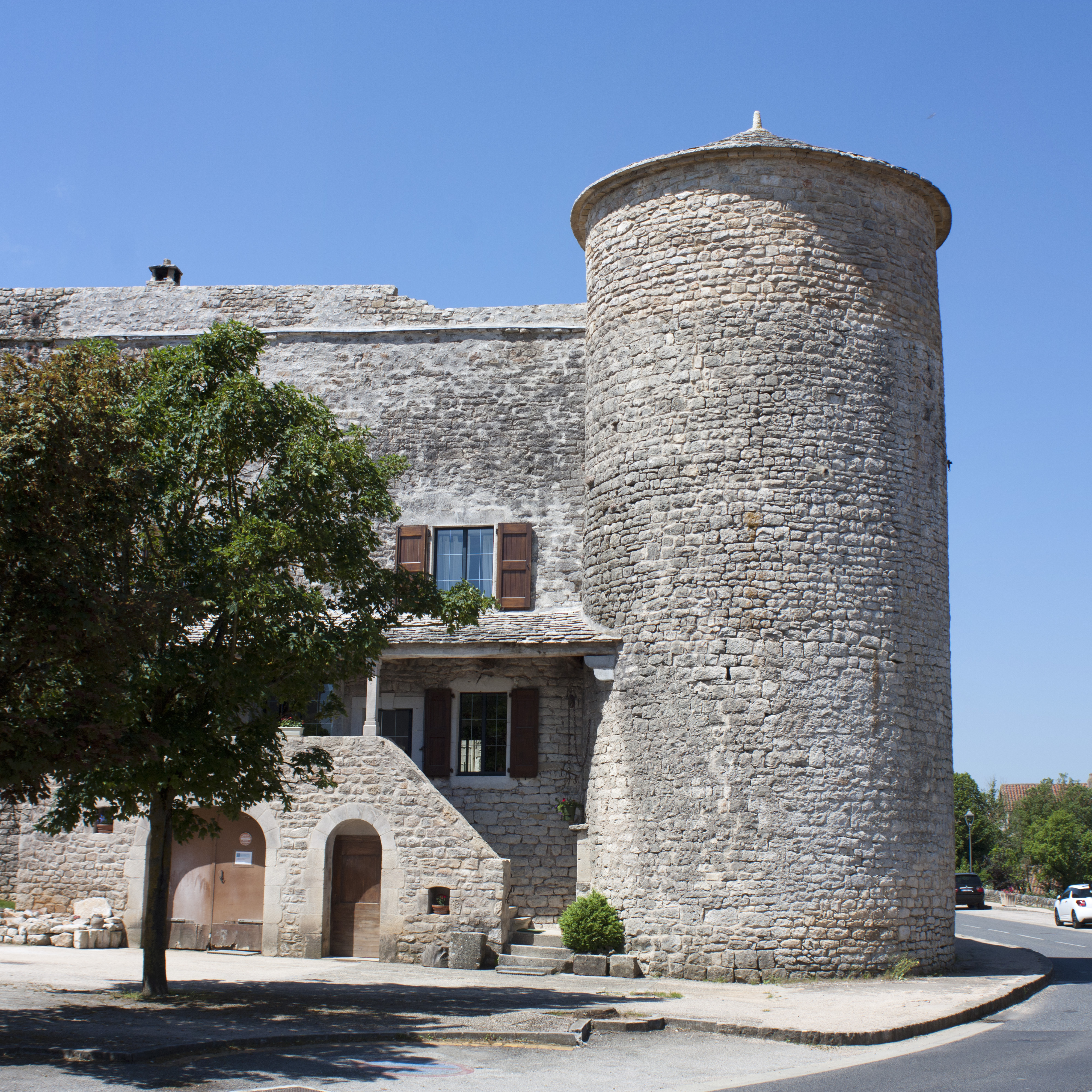
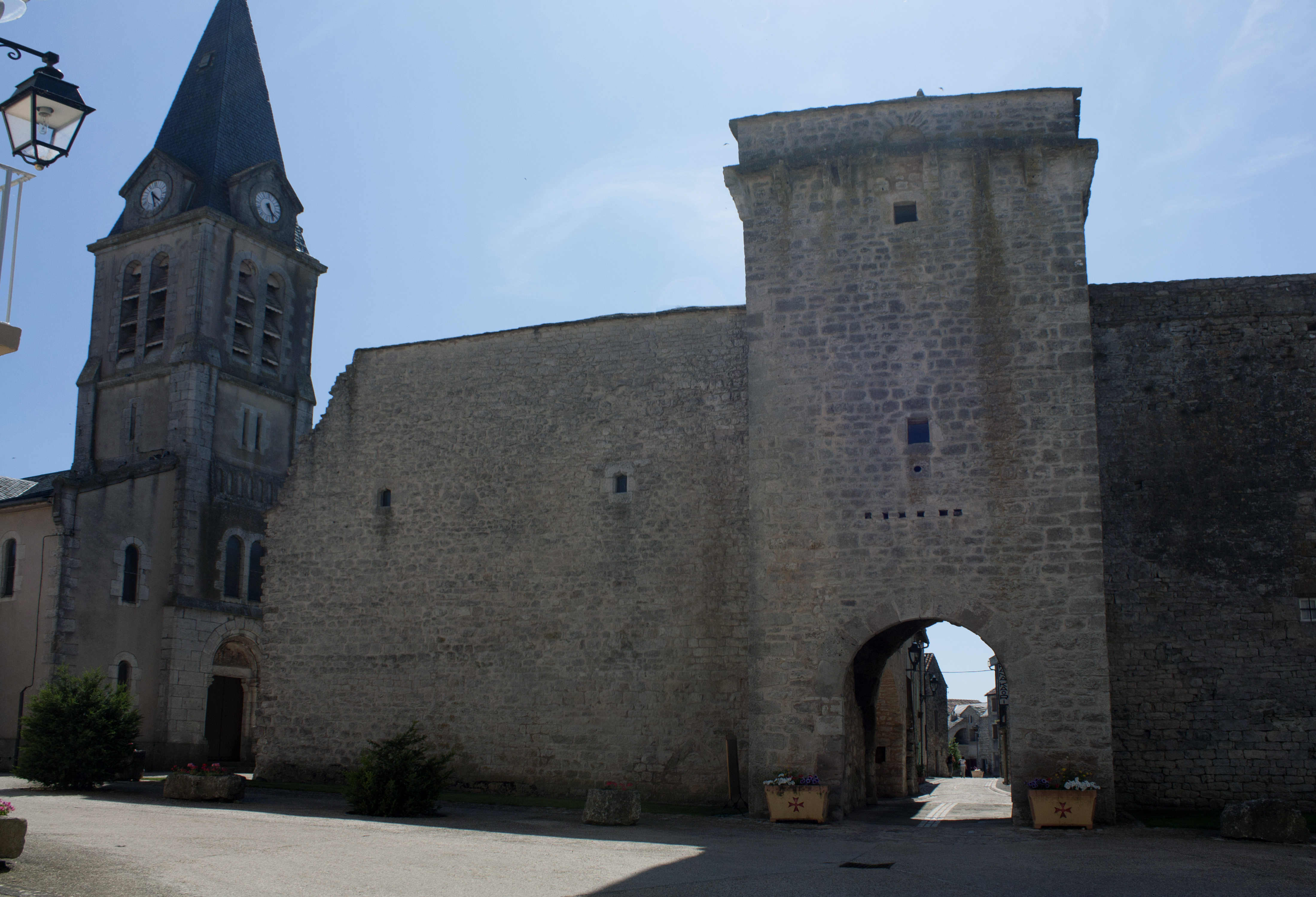
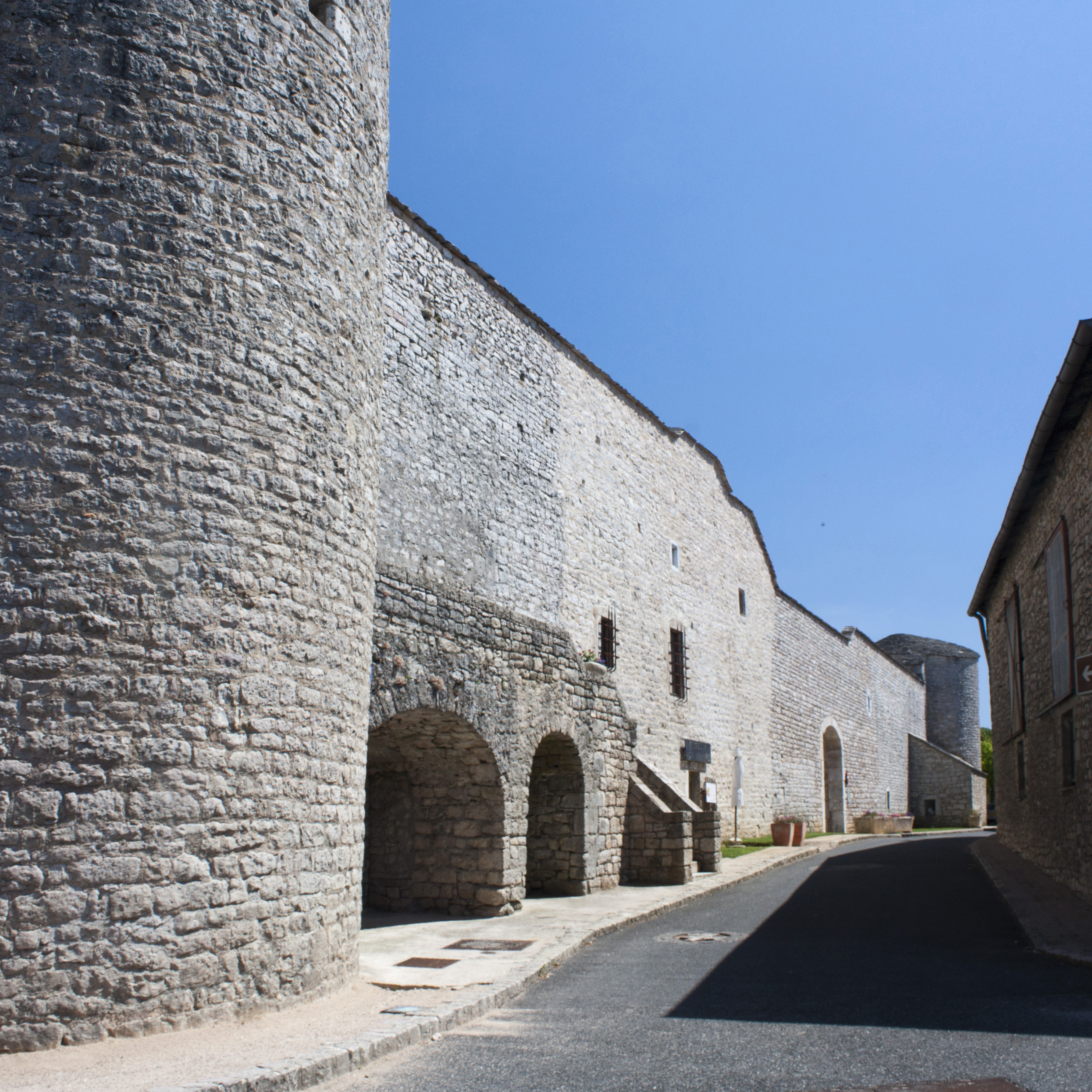
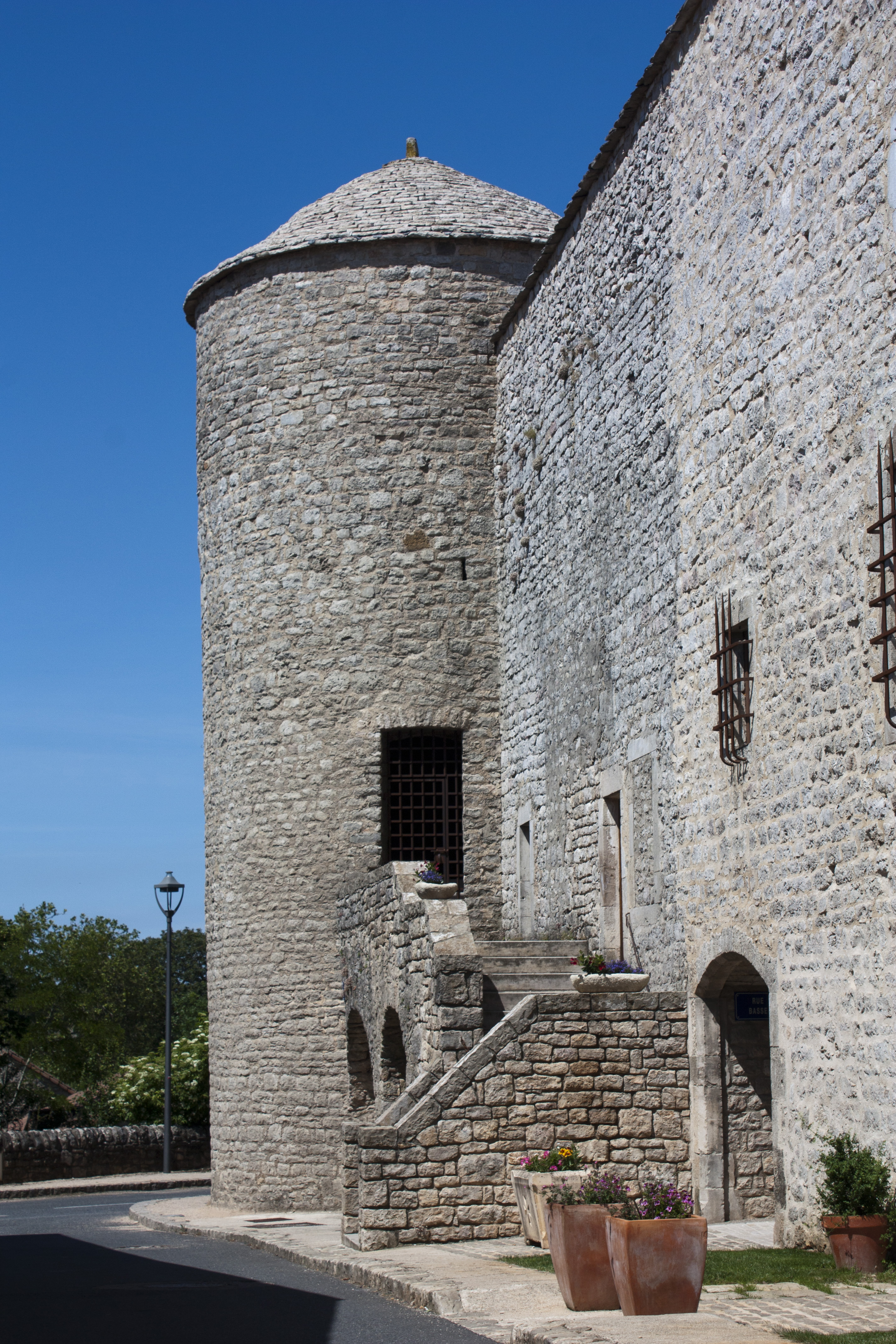

#### Église Notre-Dame-de-l'Assomption
- Église Notre-Dame du Larzac de La Cavalerie.

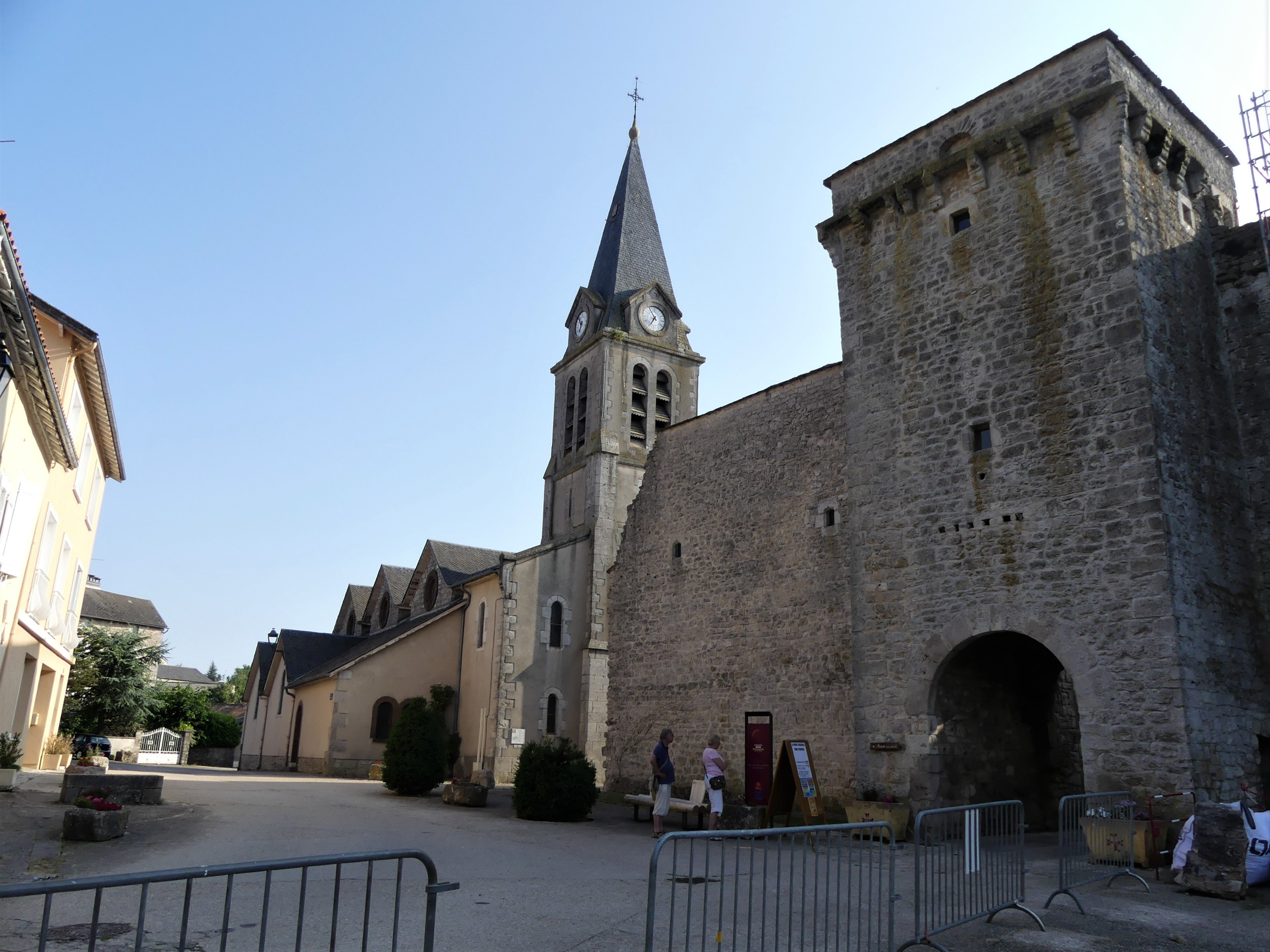
L'église intégrée aux fortifications.
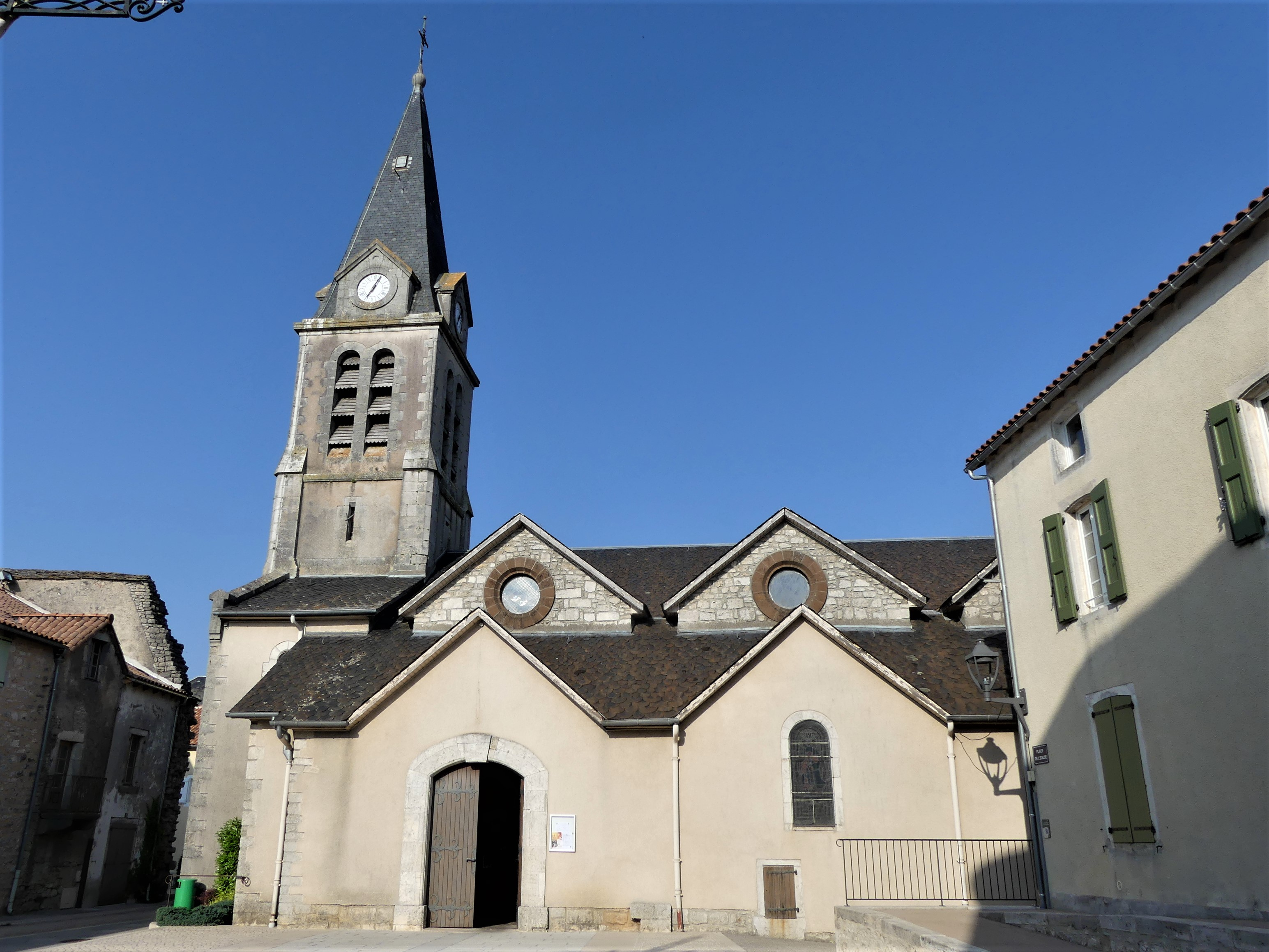
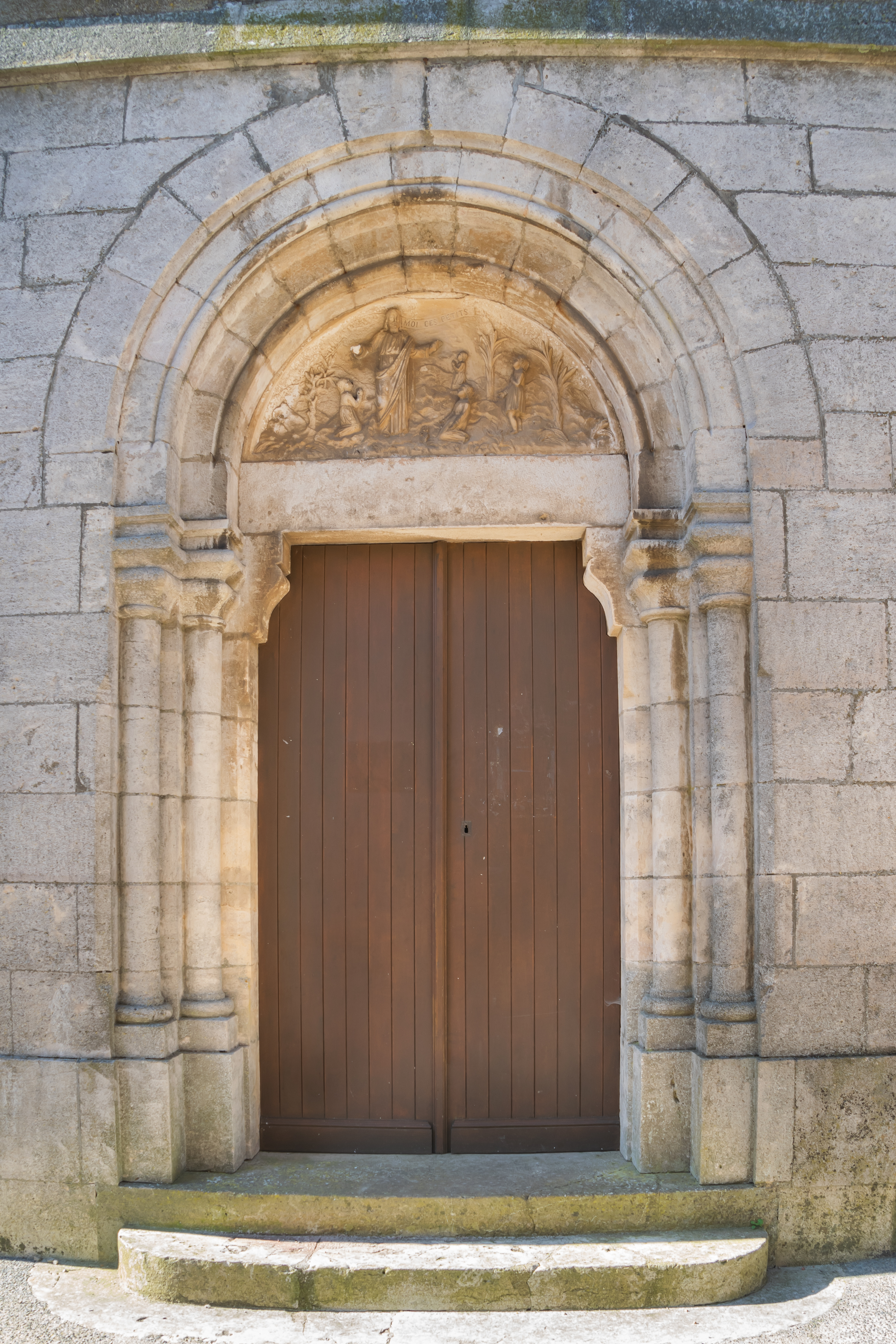
Le portail.
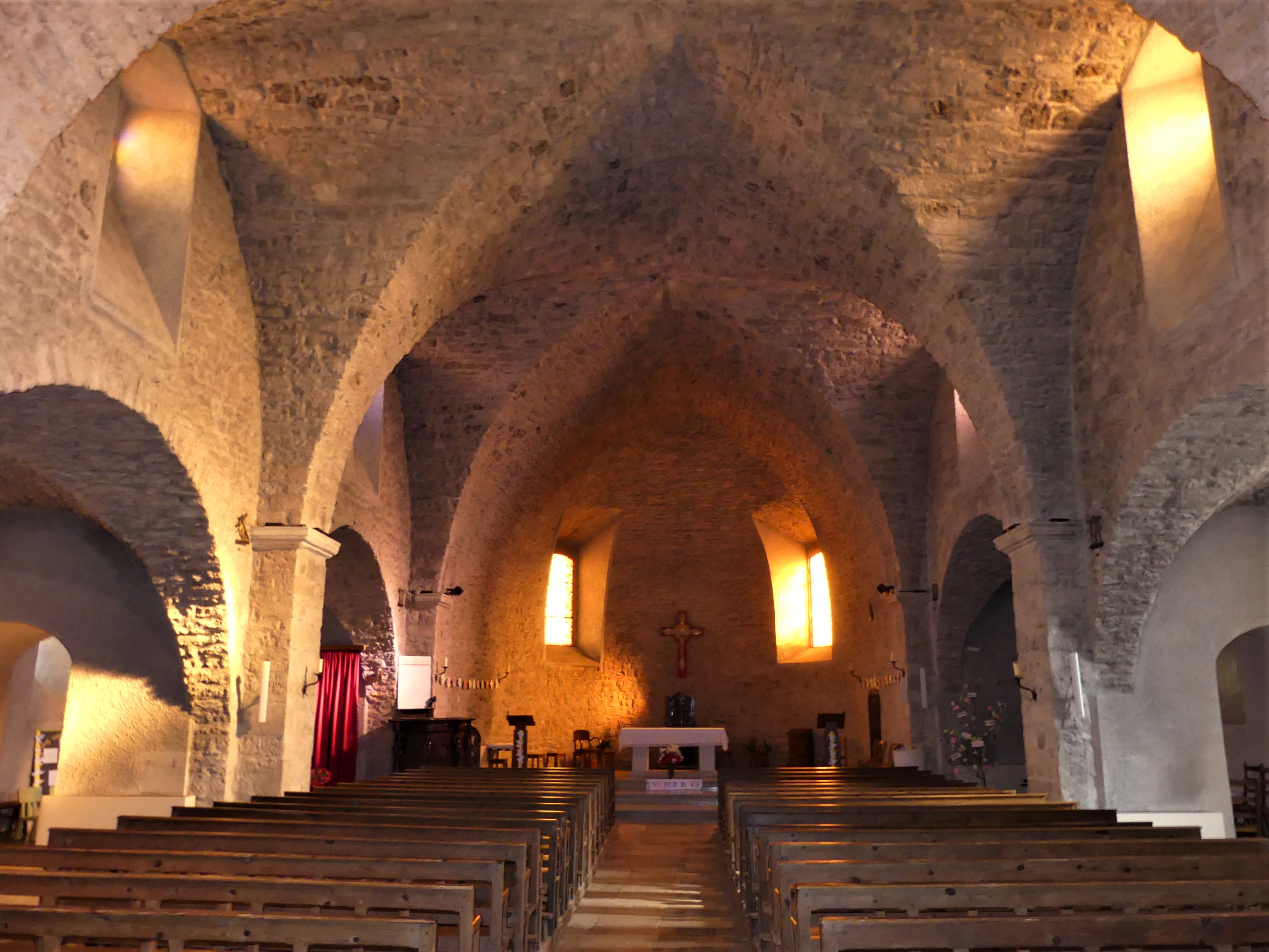
La nef.
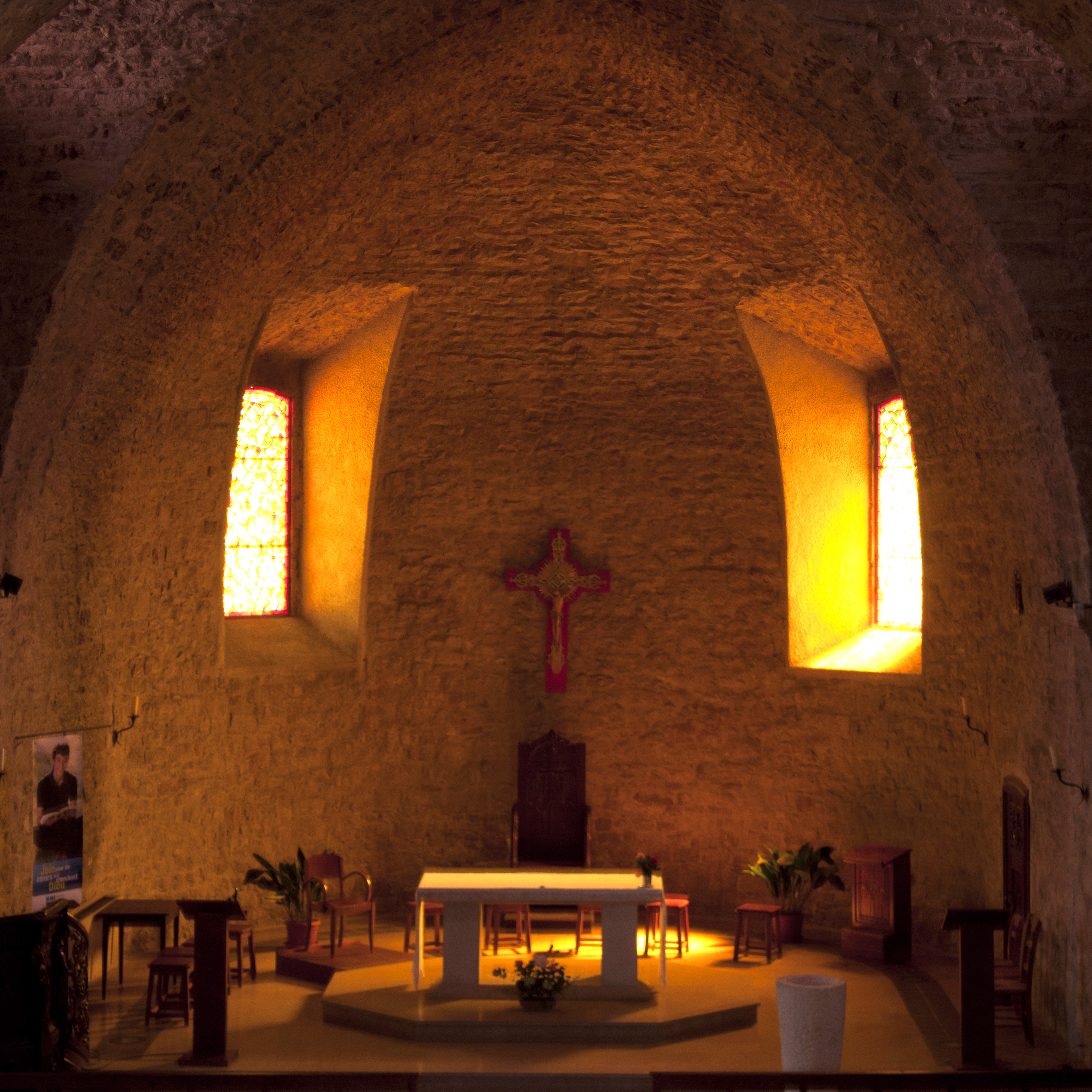
Le chœur.
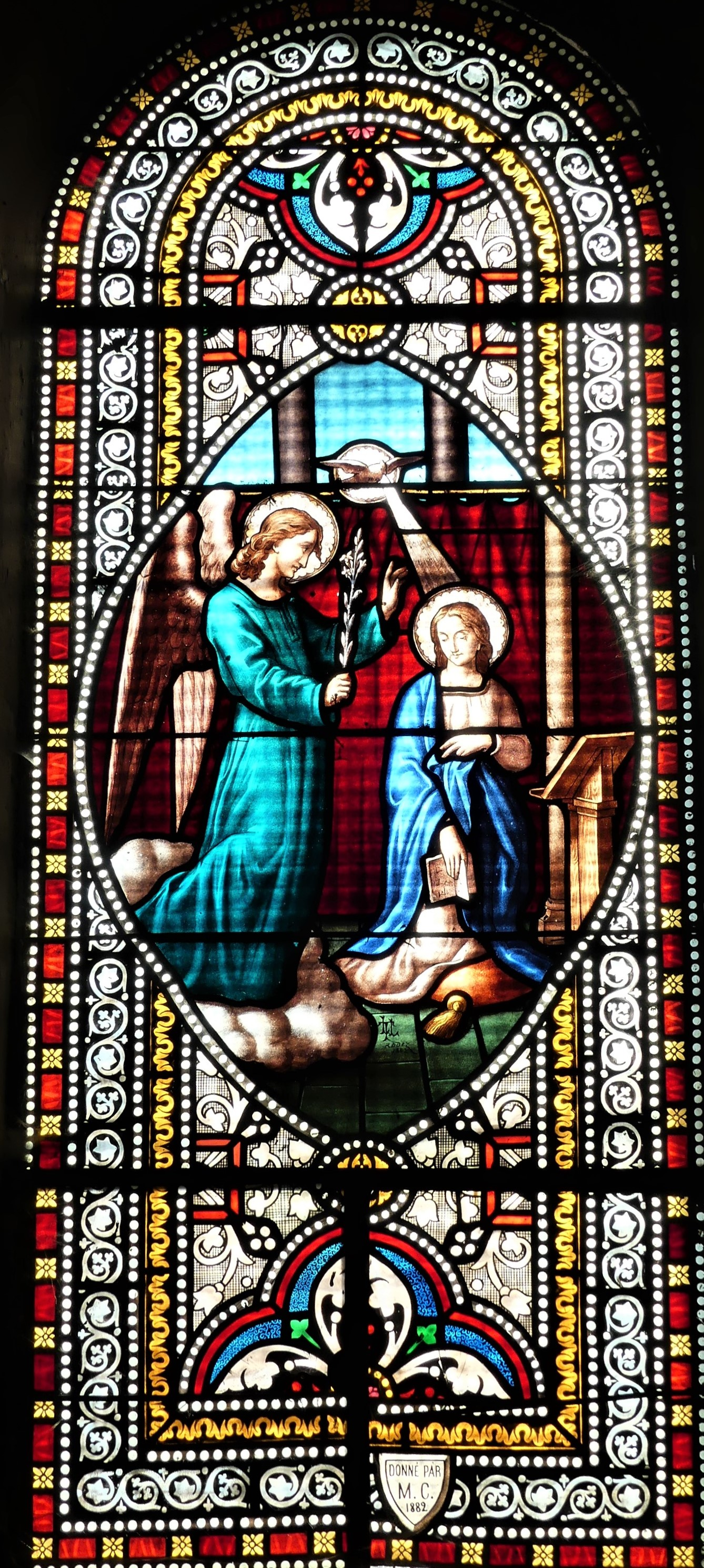
Vitrail de l'Annonciation.
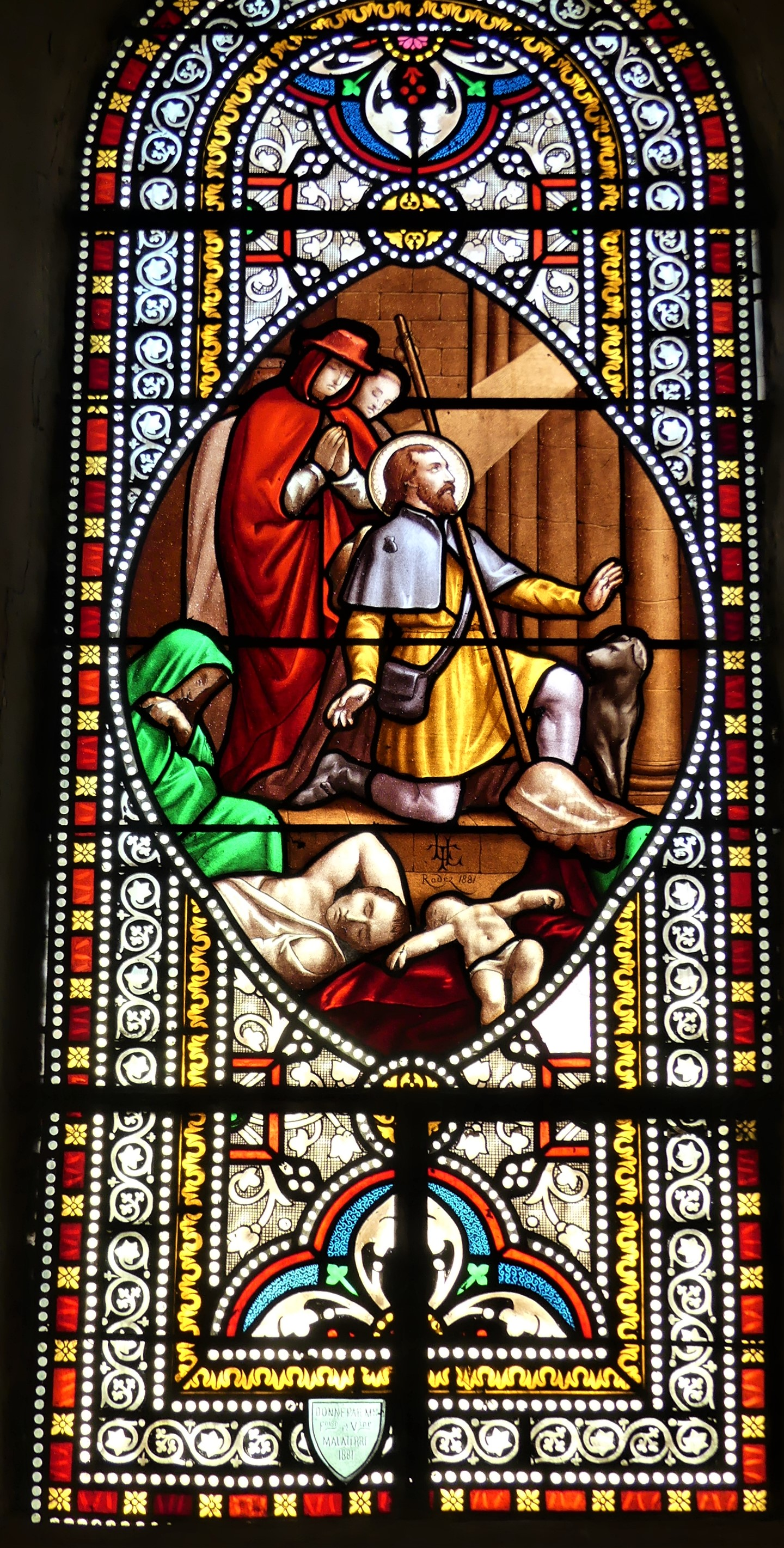
Vitrail de saint Roch.

#### Place des Templiers

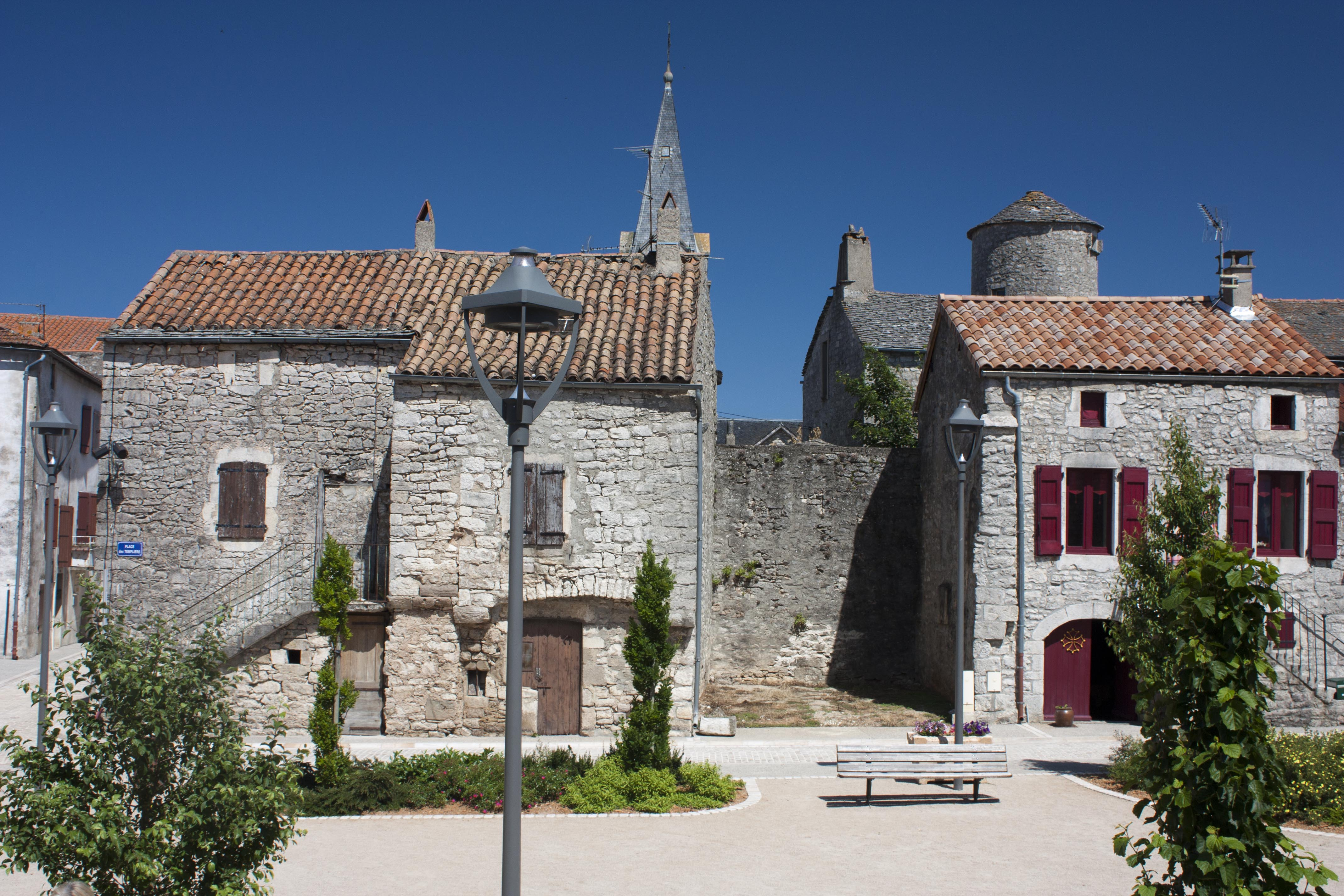
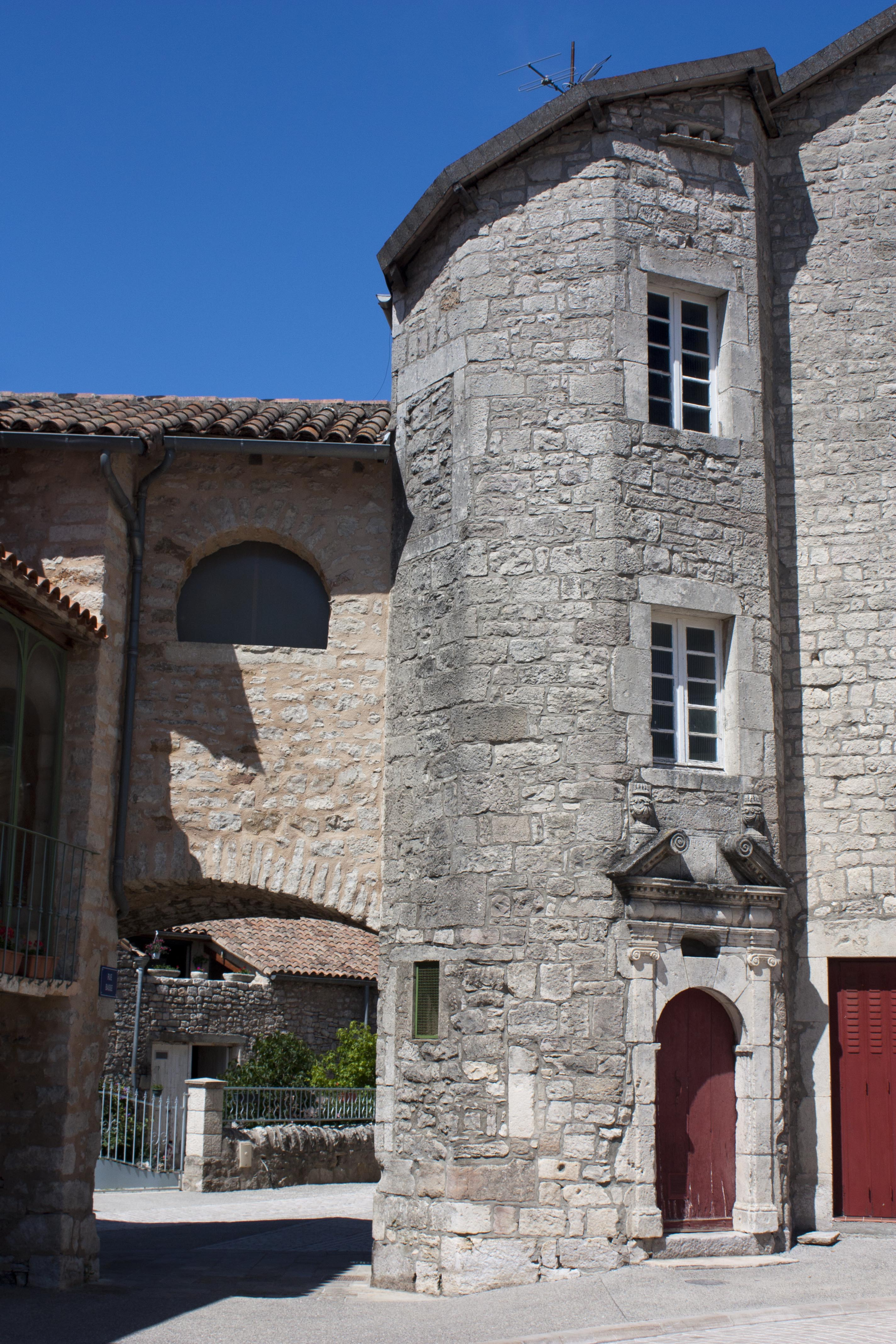
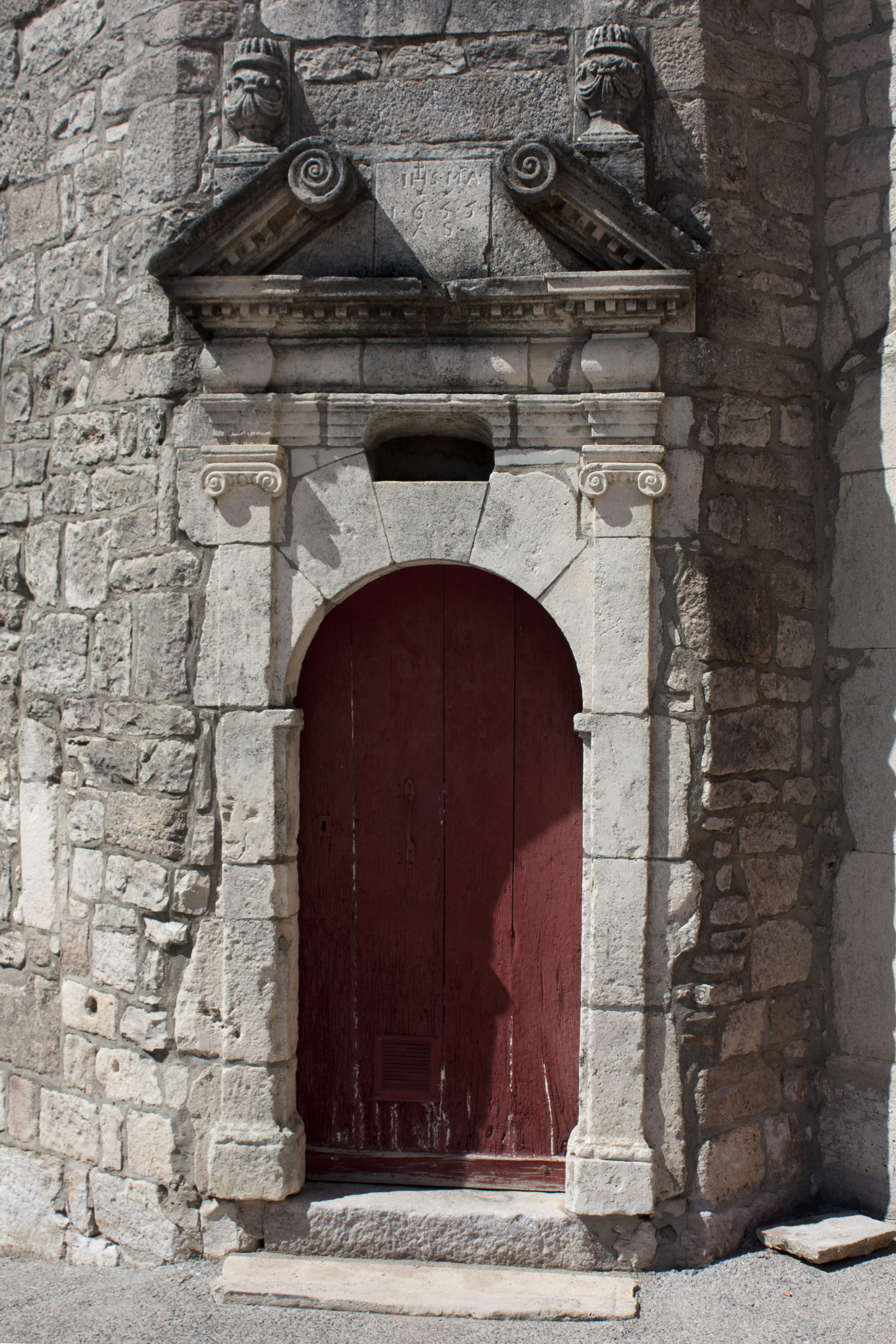

#### Place de l'Église

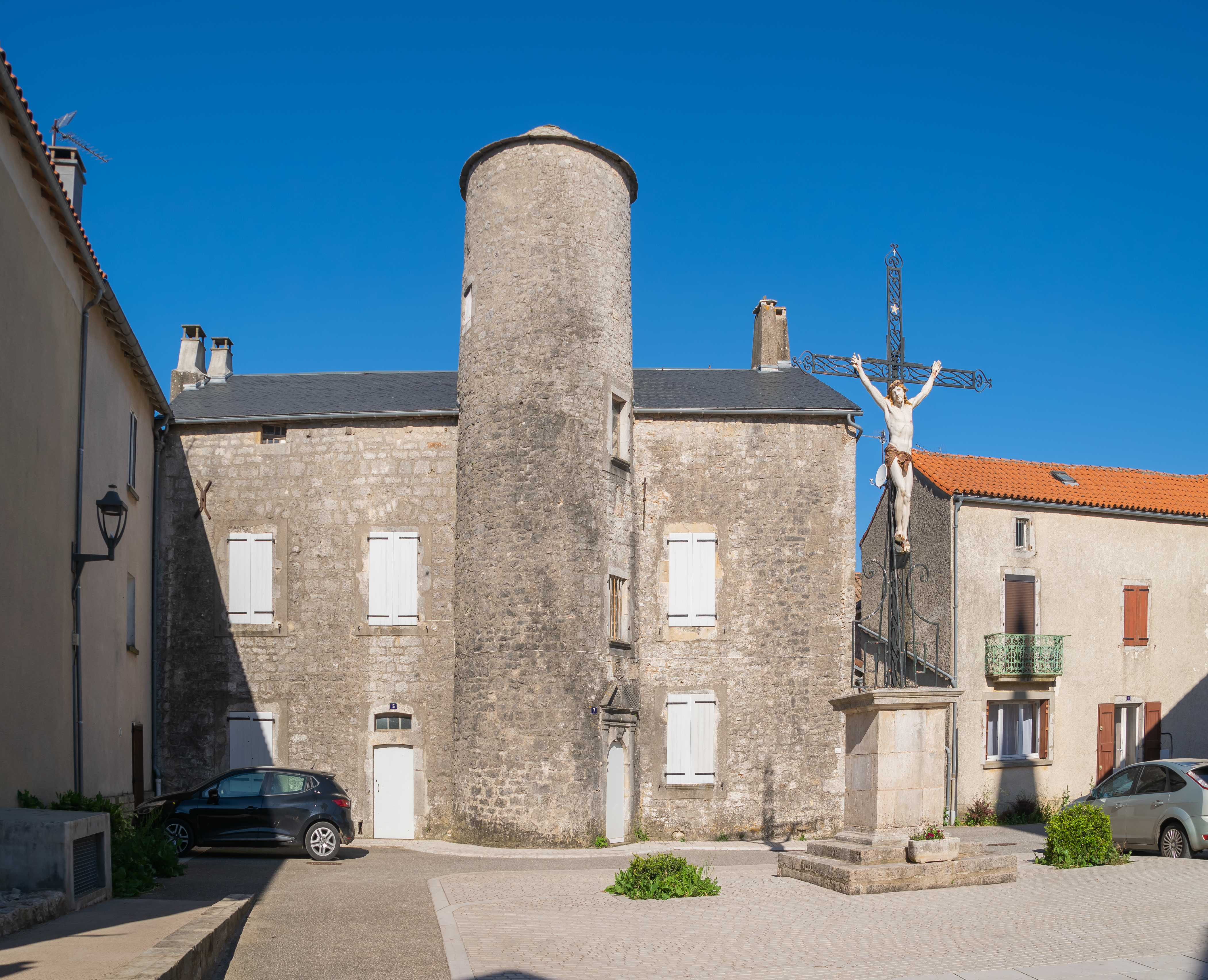
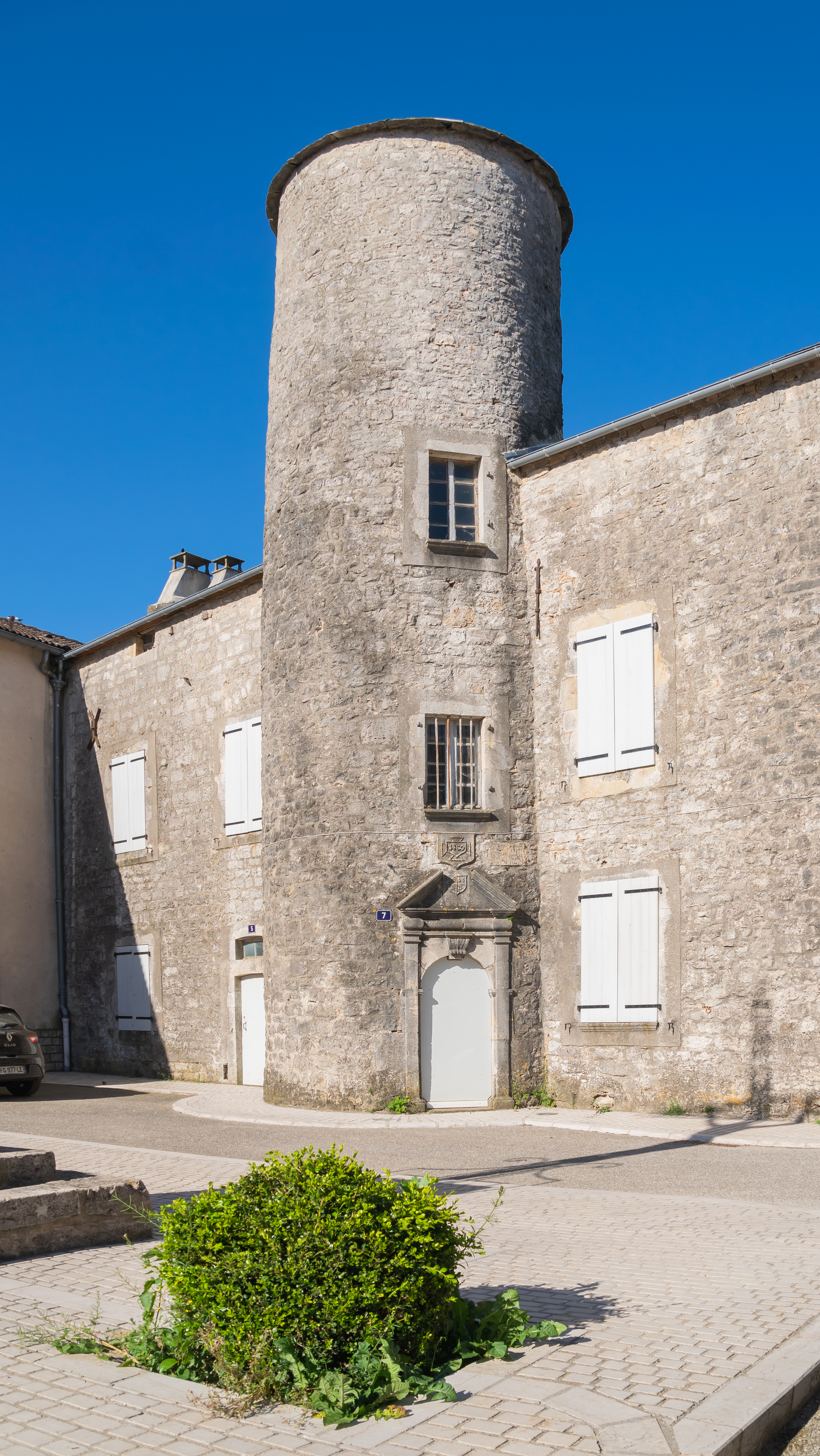
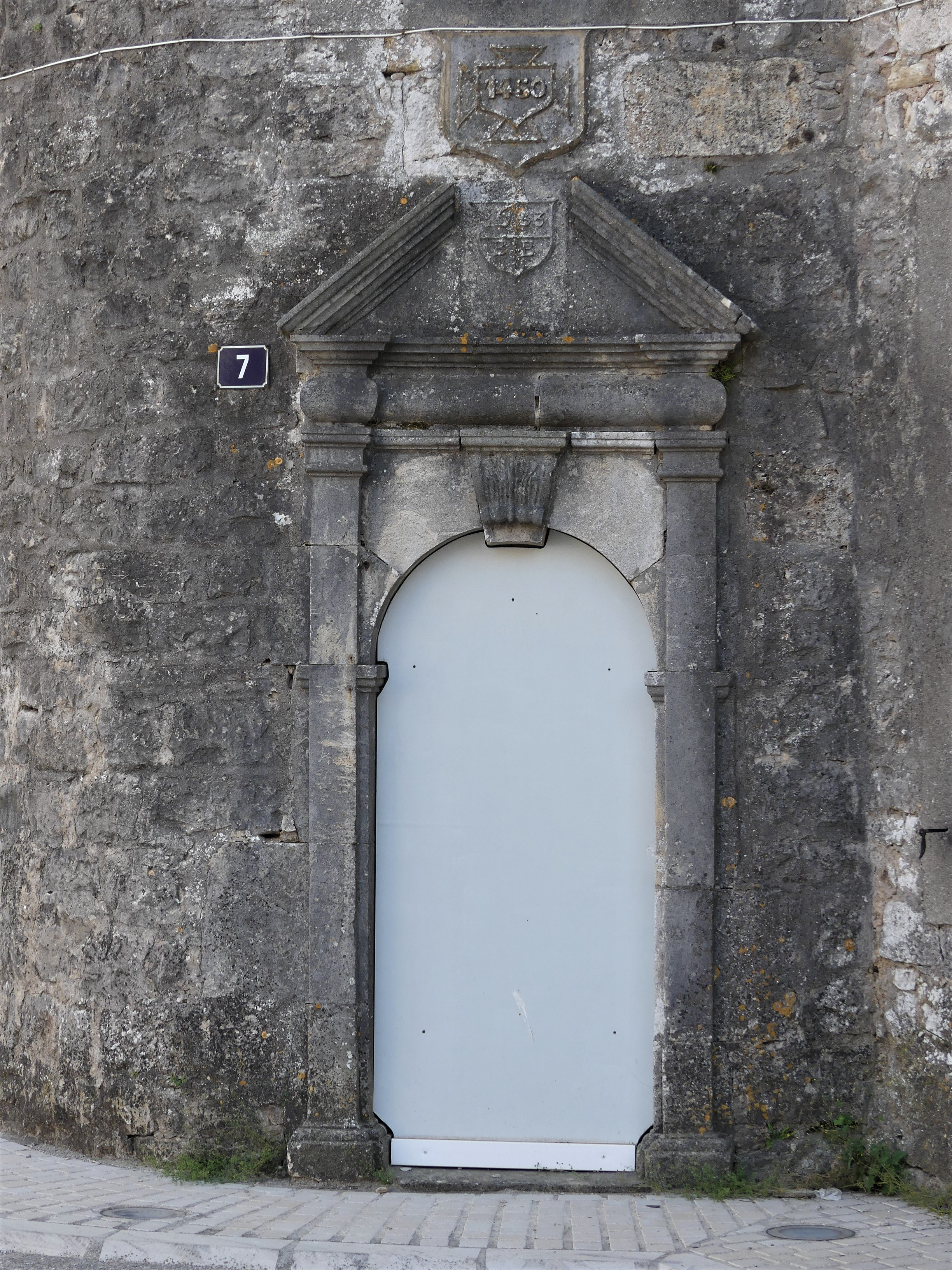

#### Espace Robert-Muret

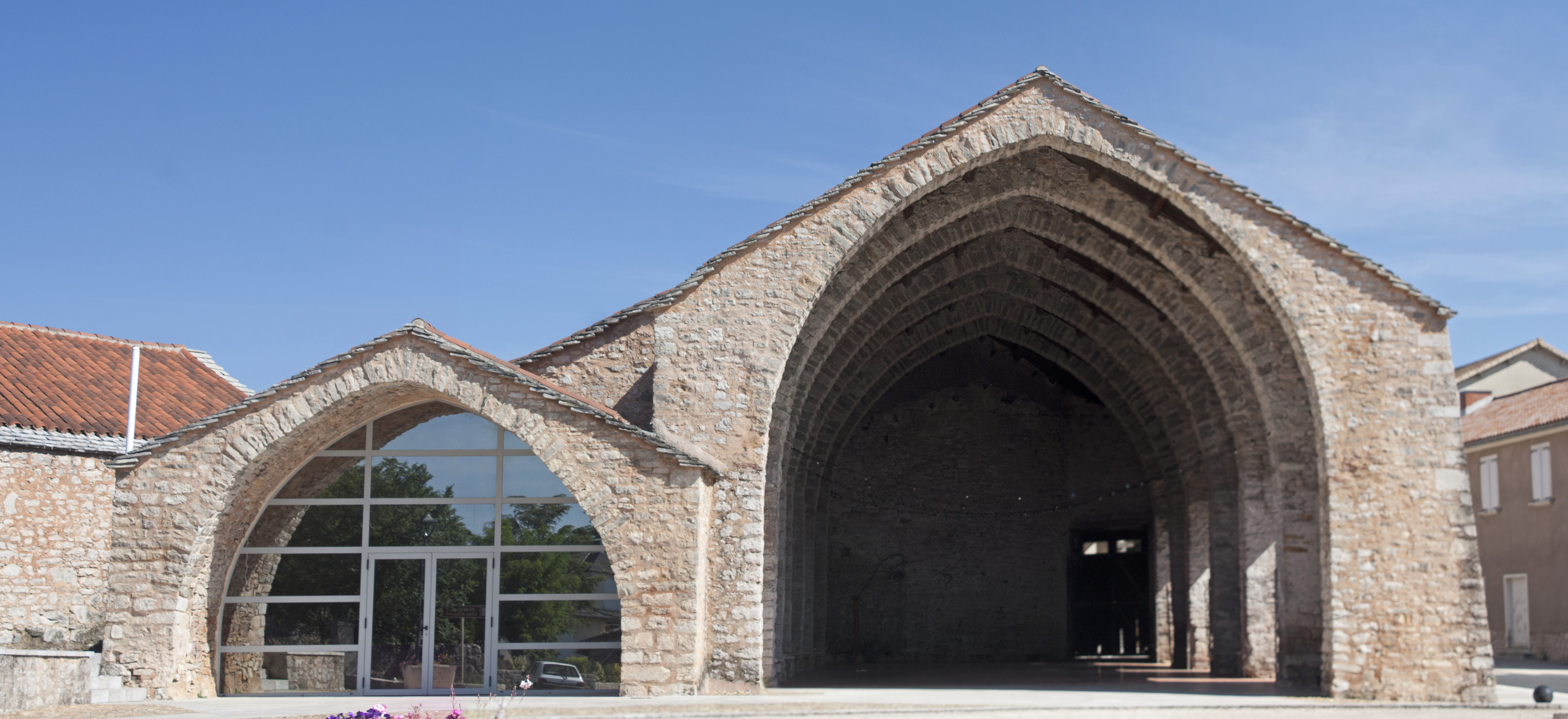
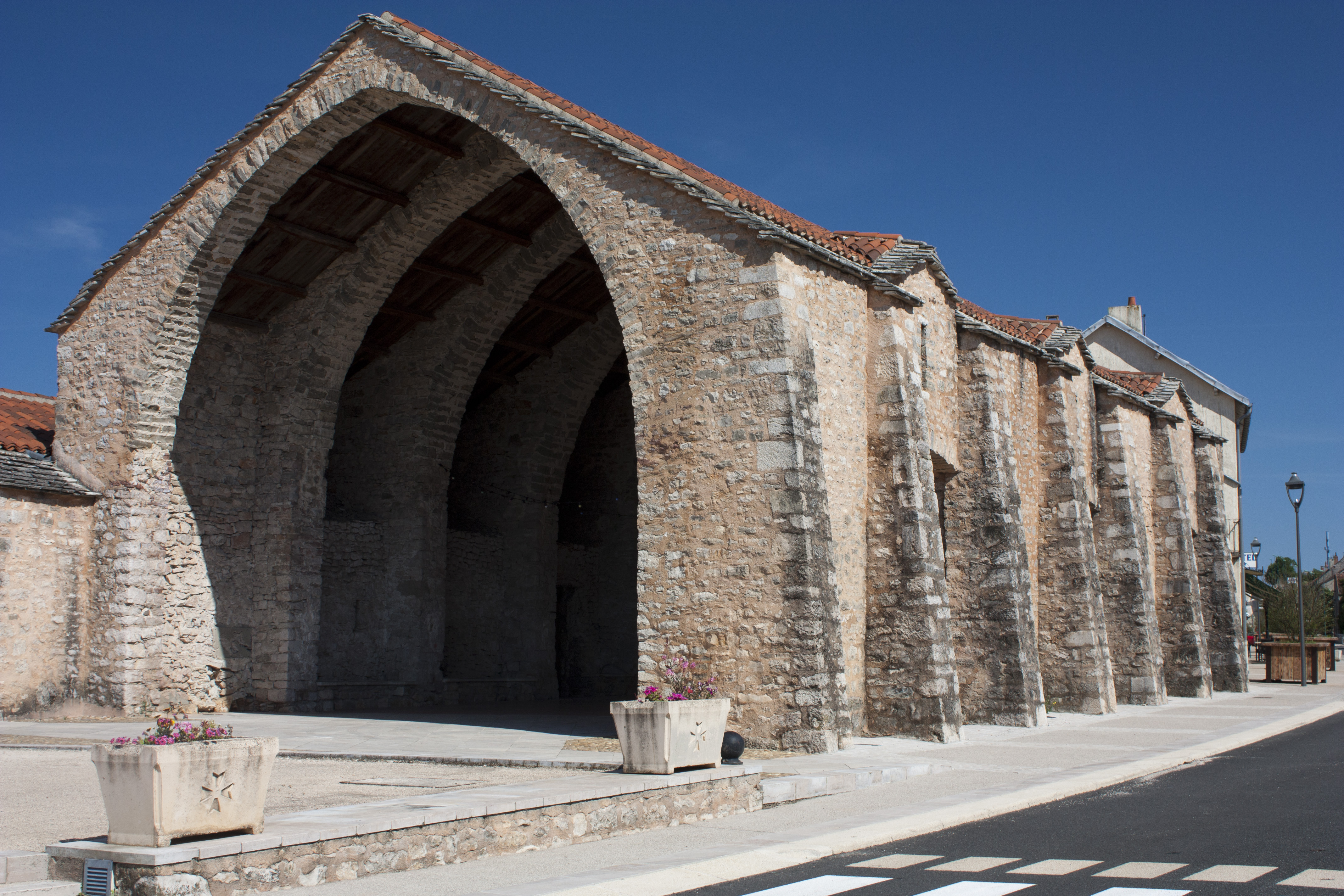
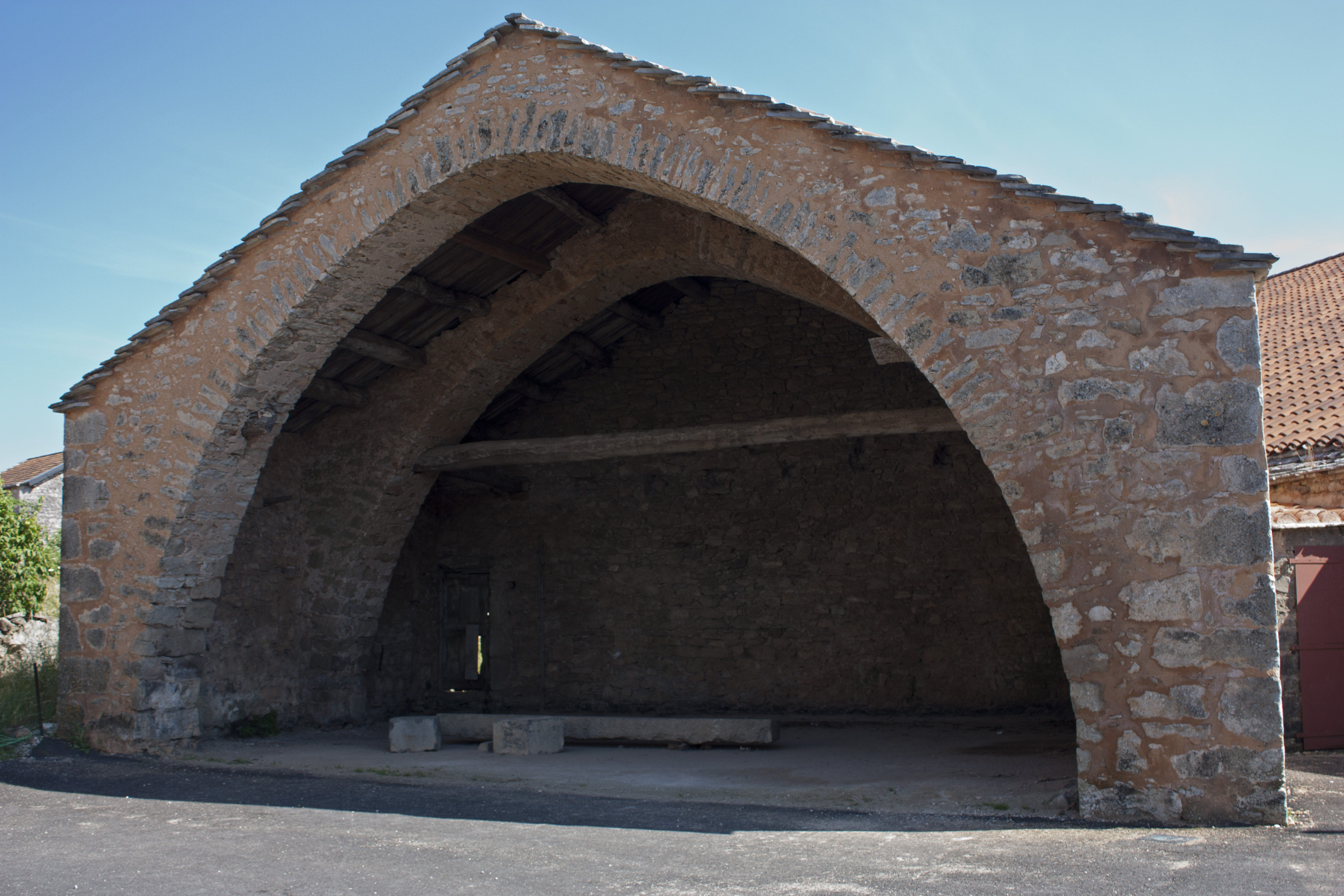

#### Jasses et lavognes
- Les jasses (de l’occitan jassia) sont des bergeries anciennes utilisées par les éleveurs pour abriter leur troupeau. Beaucoup de ces bâtiments de pierre sont affectés à d'autres fonction aujourd'hui.
- Les lavognes servent usuellement aux agriculteurs à récupérer l'eau de pluie pour la boisson du bétail. Beaucoup de ces aménagements de pierre ont perdu de leur efficacité car délaissés aujourd'hui.

#### Mégalithes
Témoignages du passé préhistorique de la région, sur le territoire communal ont été répertoriés  six mégalithes : deux dolmens : celui de la Fabière, classé au titre des monuments historiques en 1899,, et celui de Jonquet, ainsi que quatre menhirs : ceux du Cavet, de la Couvertoirade, de Lestournel et de Montrepos.

### Personnalités liées à la commune
- Auguste Veyrier (1848-1936), écrivain de langue occitane, est né à La Cavalerie.
- José Bové (1953-), paysan à La Roque-Sainte-Marguerite, ancien porte-parole de la Confédération paysanne, porte-parole de Via Campesina, député européen, altermondialiste. Durant la Lutte du Larzac, il mit en œuvre de multiples actes de résistance sur le territoire de la commune.